# Životní prostředí v Česku

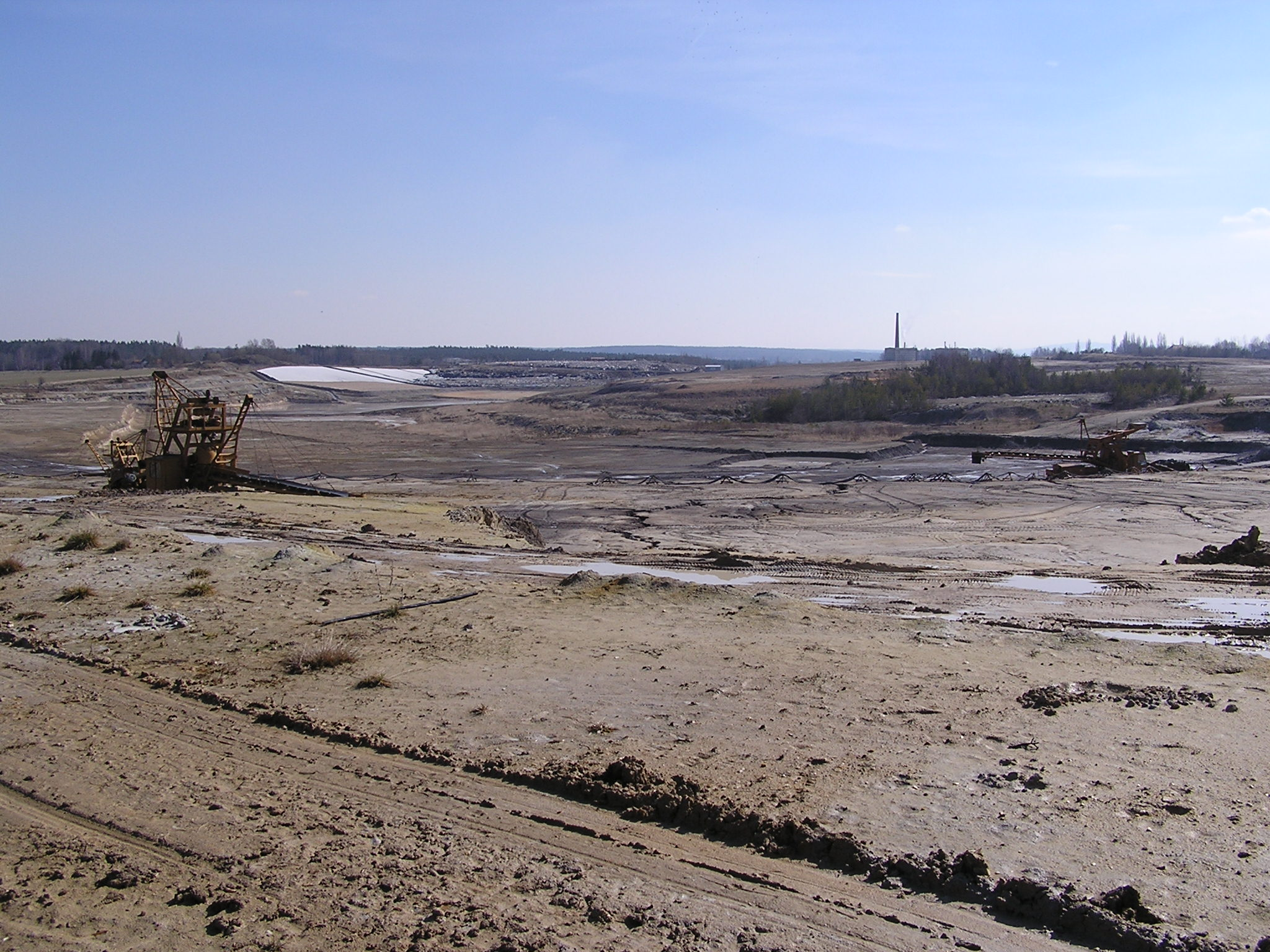
Povrchový důl je jednou z významných forem poškozování životního prostředí

Životní prostředí v Česku tvoří soustava četných přírodních prvků (ovzduší, voda, půda, organismy, ekosystémy a energie) fungující jako komplexní a propojený systém.
Téměř všechna odvětví lidské činnosti přicházejí do styku s životním prostředím a vzhledem k vysoké úrovni využití krajiny, průmyslové i jiné výroby, je nezbytné zajistit dodržování určitých norem, které umožní využívání životního prostředí v takové míře, aby nedocházelo k jeho poškozování a udržitelnému rozvoji pro další generace. Česká republika jako země se zkušenostmi se socialistickým zřízením disponuje jistými znalostmi s možnostmi využívání vlastního životního prostředí a riziky jeho poškození. Ve své historii se obyvatelstvo České republiky potýkalo s nebezpečím znečištění ovzduší, hospodaří a využívá vodu, využívá zdroje povrchových i podpovrchových surovin, hospodaří s půdou. Nezanedbatelnou úlohu má i ochrana přírody, a životního prostředí jako takového. V neposlední řadě pak má na životní prostředí vliv i energetika spojená s předchozími způsoby využívání krajiny.

## Historický vývoj

### Rané osídlení

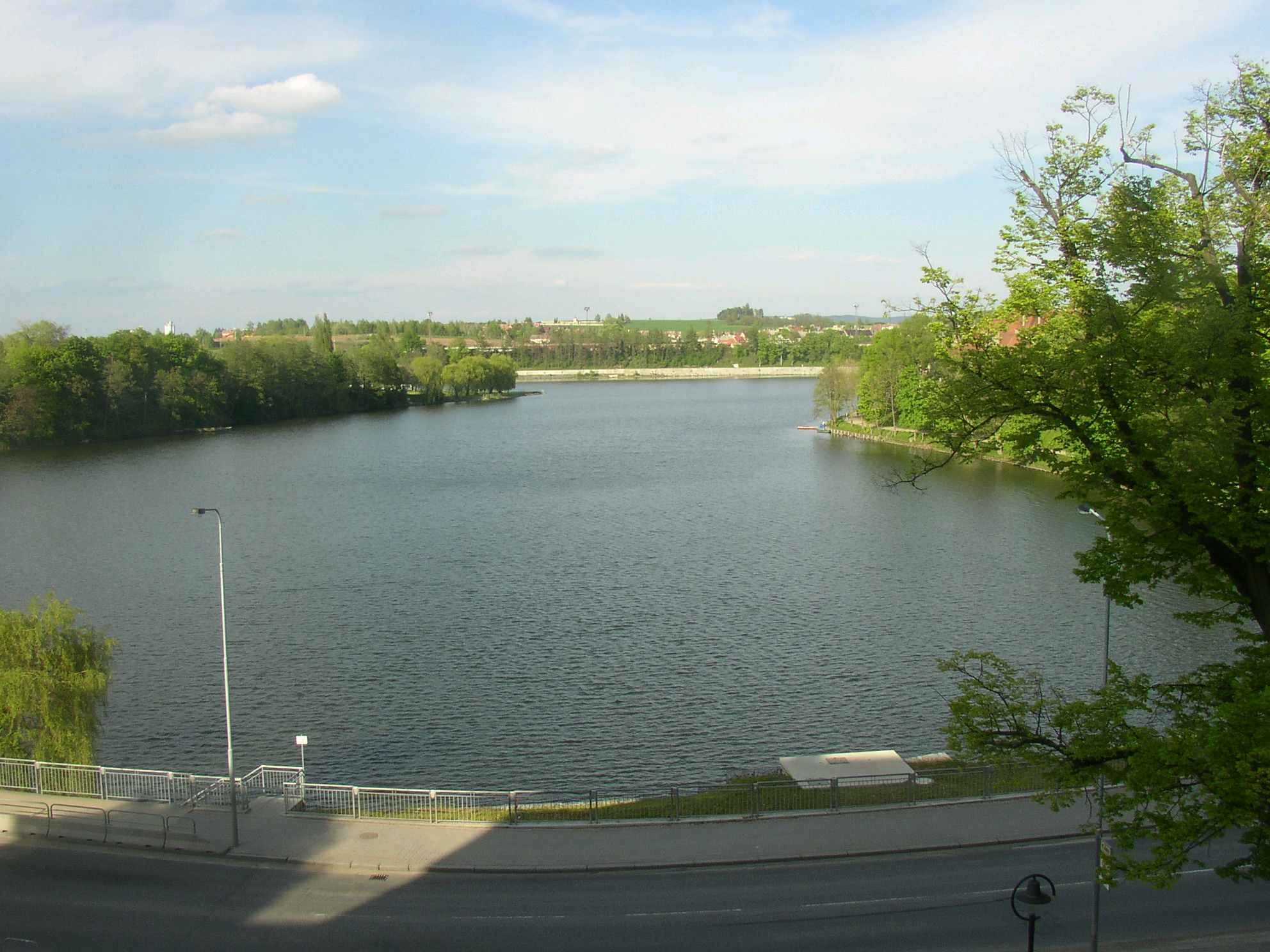
Stavba rybničních soustav byla významným zásahem do krajiny během středověku

Úprava krajiny byla vlastní obyvatelstvu na území dnešního státu již v dobách středověku. Tehdejší lidé vypalovali lesy, aby získávali půdu, přehrazovali vodní toky, aby získávali možnost chovu ryb v rybnících, odvodňovali močály, čímž vznikala kulturní krajina. Za časů vlády Marie Terezie byly sepsány první lesnické zákony, jejichž cílem bylo věnovat se regulaci lesnictví a těžby dřeva. Ta byla do té doby zcela neomezená a, vzhledem ke stále se zvyšujícím potřebám dřeva ze strany rozvíjejícího se průmyslu, bylo nezbytné tento stav právně upravit. Proto byl vydán „Císařský královský patent lesů a dříví, ustanovení v království Českém se týkající, daný na hradě Pražském dne 5. dubna 1754“. Následovaly podobné patenty pro další rakouské země. Mnohé státy již tehdy přišly o souvislé území lesa na vlastním území, Rakousko-Uhersko se však mezi tyto země nezařadilo (v současné době má Česká republika zalesněnou jednu třetinu svého území (2 637 290 ha)). Naopak se podařilo lesy „zkulturnit“; podpořit rozvoj kulturních lesů a zlikvidovat nekulturní porosty, které se na území dnešního Česka v dobách 18. století rozkládaly.

### Průmyslová revoluce

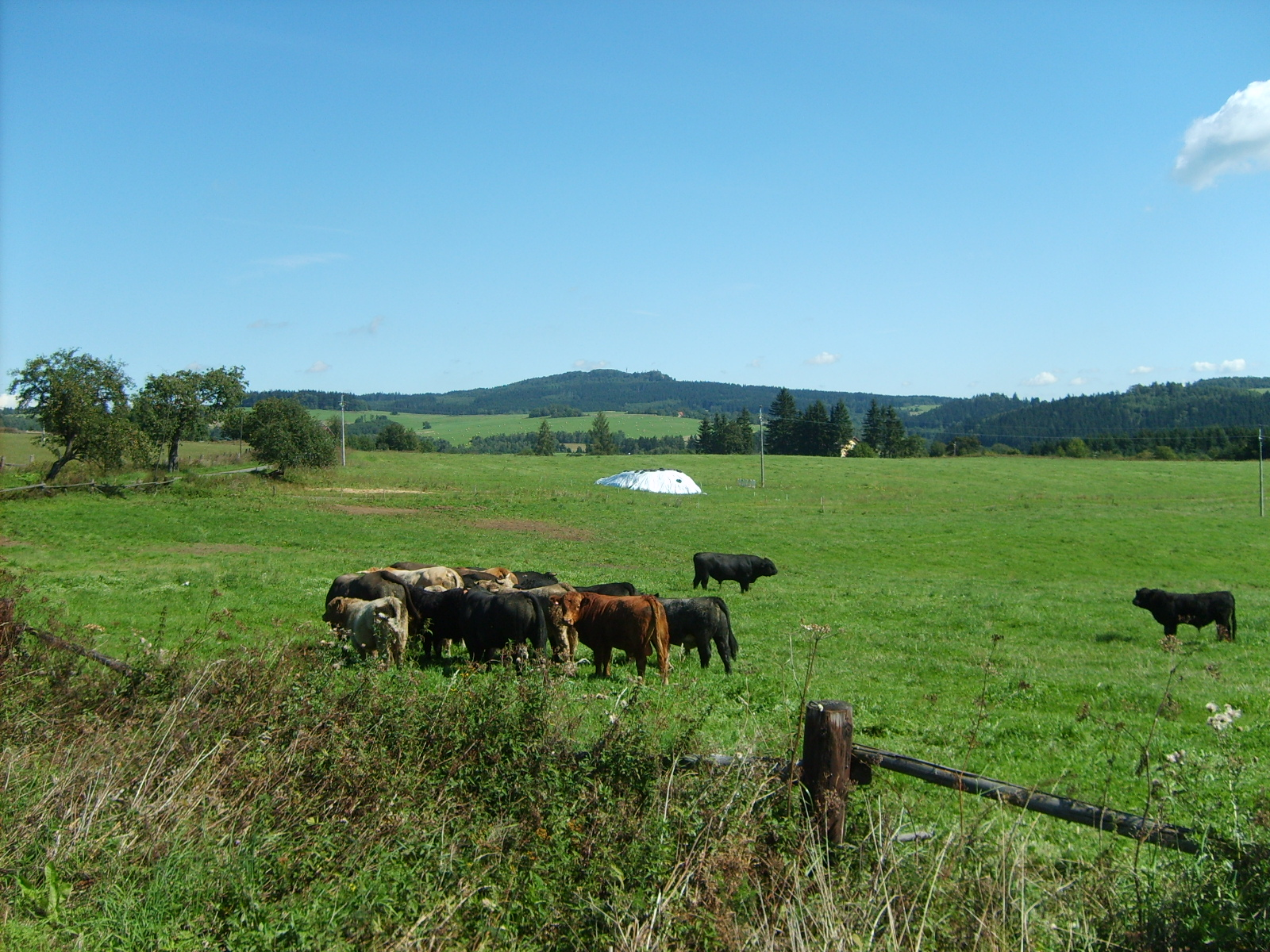
Zemědělské využití české krajiny

Životní prostředí se začalo v českých zemích měnit během prvních let průmyslové revoluce. Charakteristickým rysem krajiny se začaly stávat náspy pro železniční tratě, přibývalo průmyslu. Nové továrny si žádaly palivo a tak se začala rozvíjet těžba surovin. Byly zdokonaleny a rozšířeny uhelné doly v oblastech Mostecka, Ostravska a Kladenska. Ve větší míře byla také využívána i voda z říčních zdrojů, například pro výrobu skla, či papíru. Díky dostupnosti účinných vodních turbín mohly být budovány první vodní hráze, které byly využívány pro výrobu elektrické energie. Jejich počet začal postupně růst spolu s tím, jak se začala zdokonalovat technologie přenosových soustav a jak byl český průmysl stále hladovější po energiích.

### 20. století
S nástupem moderní doby v 20. století došlo k přebudování celých odvětví lidské činnosti a výroby. Průmysl byl zdokonalen, nicméně vzrostly opět jeho nároky, stejně jako množství škodlivých emisí, které byly vypouštěny do ovzduší. V zemědělství se přistoupilo k velkovýrobě; malá pole byla spojena v širé lány a meze rozorány. Začala se také používat průmyslová hnojiva. Zvýšila se sice výroba obilnin a dalších potravin, zároveň ale vyvstal nebezpečný problém eroze – úrodná půda byla nyní odnášena vodními toky mnohem rychleji, než dříve. Četné řeky byly přehrazeny vodními díly, což znamenalo jednak zvýšení vodních rezerv například pro suchá období, potřeby průmyslu, nebo kapacity v případě povodní, též to mělo ale za následek znemožnění migrace ryb, vyvstalo riziko zanášení říčního dna a samozřejmě zábor půdy a likvidaci obcí.

### Období socialismu

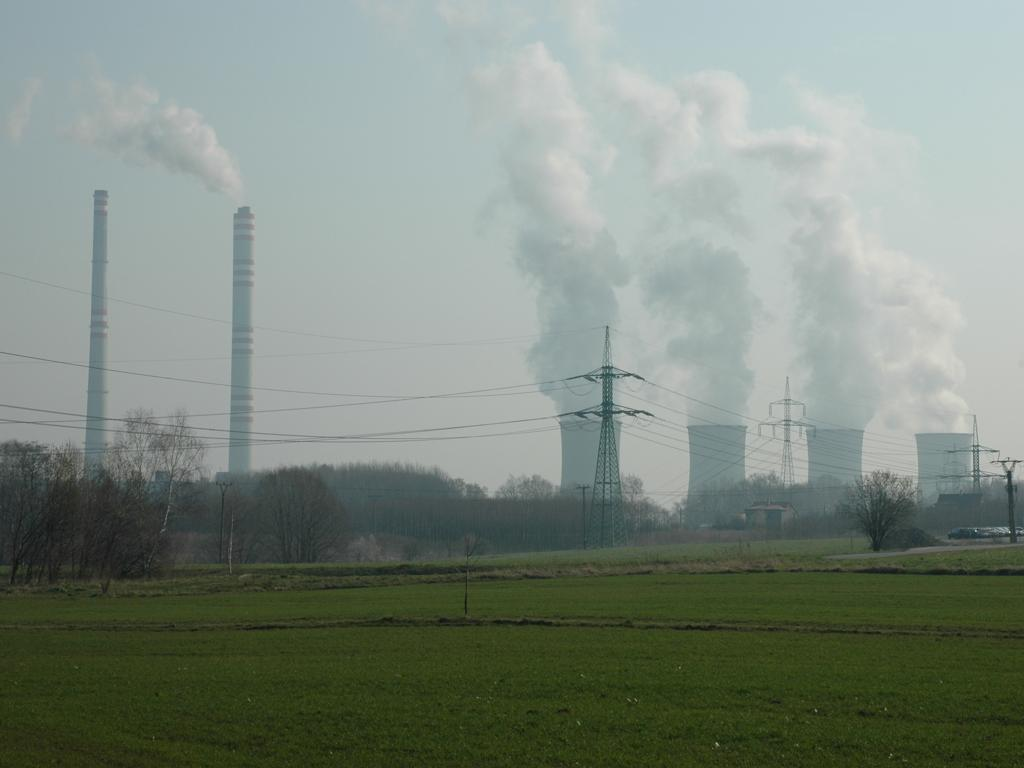
Tepelná elektrárna Dětmarovice

Komunistický režim nepřikládal ochraně životního prostředí, která se v 70. letech stala významným tématem jak v západní Evropě, tak i v USA, stejný význam, a proto se začala prudce zvyšovat míra znečištění. Řešily se hlavně železné koncepce, uhlí a těžká chemie, čímž se Československo v této době dostalo na jedno z posledních míst evropského žebříčku v oblasti kvality ovzduší a vody. Vzhledem k rozložení tehdejšího průmyslu byla v ČSSR postižena hlavně západní polovina země, především oblasti s vysokou úrovní těžby a průmyslu (tehdejší Severočeský a Severomoravský kraj). Snížená kvalita ovzduší a zabírání půdy pro povrchové doly nakonec vedlo ke stavu, který bývá častokrát označován jako ekologická katastrofa. Až v polovině 80. let se o situaci začal zajímat tehdejší předseda federální vlády Lubomír Štrougal. V této době se potýkal se zdravotními problémy a dozvěděl se, že by to mohlo souviset se stavem životního prostředí. Požádal proto tehdejší největší kapacity Akademie věd, aby tuto domněnku prozkoumali. Výsledkem byla velmi kritická zpráva, která byla kvůli svému utajení vyhotovena jen ve velmi omezeném počtu kopií. Zpráva se neměla dostat na veřejnost, ale i přesto se jedna z kopií dostala mezi Chartisty. Ovšem namísto, aby se státní orgány zabývaly obsahem této zprávy, soustředily se výhradně jen na nalezení osoby, která zprávu vynesla ven. Veřejná nespokojenost a zájem o životní prostředí tím jen vzrostl. Začaly se objevovat různé nezávislé iniciativy či periodika jako Ekologický bulletin, kde se objevovaly texty lidí jako např. Ivana Dejmala, Josefa Vavrouška či Lenky Marečkové. Na celém území Československa docházelo vlivem škodlivých látek k úbytku rozmanitosti různých živočišných druhů v přírodě. A to jak v otevřené krajině, tak i v řekách – např. na Berounce, či Bílině, které obě protékají místy s rozvinutým průmyslem. Místa s vysokou mírou dopravy, hlavně velká města (Praha, Ostrava), také trpěla zhoršeným stavem ovzduší. V roce 1989 už byla situace neúnosná. Koncentrace oxidů síry a množství spadlého popílku z elektráren několikanásobně překračovaly limity. Celodenní průměrné koncentrace oxidu siřičitého tehdy přesahovaly 1000 mikrogramů na metr krychlový, limit byl v té době přitom 150. V Litvínově, Mostě nebo Děčíně se uskutečnily demonstrace, na nichž místní občané protestovali proti katastrofálnímu stavu životního prostředí v regionu. Nejvýraznější byly demonstrace v Teplicích 11. – 13. listopadu 1989, kde se demonstrantům podařilo přimět vedení města k příslibu veřejné debaty. Otázky řešení životního prostředí i jedním z témat, které se probíralo během dnů po 17. listopadu 1989.

### Po roce 1989

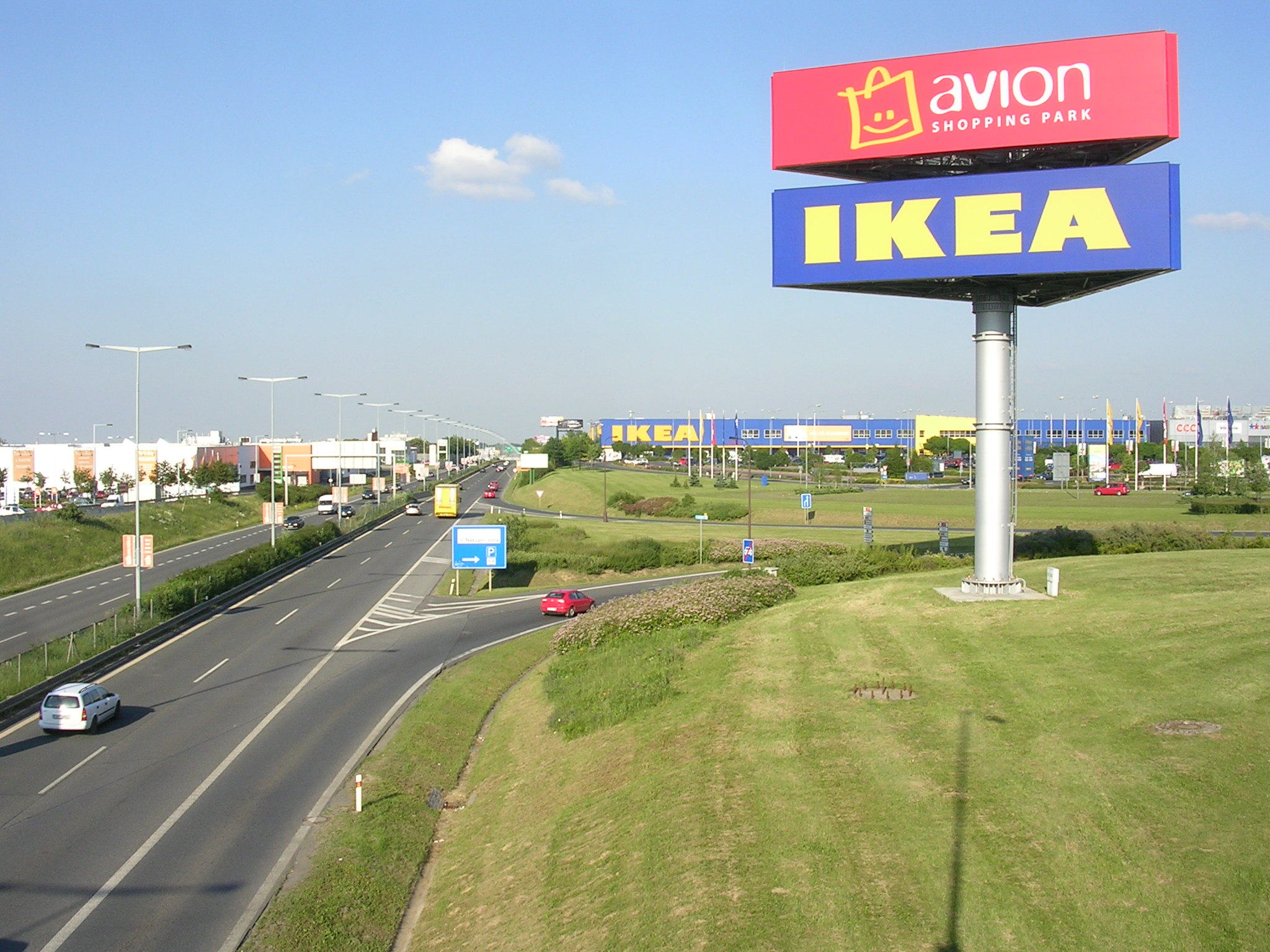
Suburbanizace a výstavba dopravní infrastruktury

K významné změně došlo po roce 1989, kdy bylo zřízeno samostatné ministerstvo životního prostředí a schválena nová ekologická legislativa (zákony o ochraně přírody, o vodách, o odpadech, o posuzování vlivů a životní prostředí (EIA) atd.). Z nich pak vyplynula např. povinnost odsíření tepelných elektráren a dalších velkých průmyslových zdrojů znečištění. Instalováno bylo celkem 28 odsiřovacích jednotek, díky nichž se i v Česku přiblížily tepelné elektrárny západoevropským standardům. Do roku 1999 se tak podařilo snížit několikanásobně emise oxidu siřičitého, které trápily obyvatelstvo hlavně severních Čech a severní Moravy a české lesy. Byly rovněž stanoveny limity těžby hnědého uhlí v severních Čechách, které měly ochránit zejména některá města a obce ohrožené plány těžařů. Podporována byla plynofikace řady obcí, která pomohla zlepšit kvalitu ovzduší díky omezení spalování uhlí v lokálních topeništích. Postupně také docházelo k zavádění řízených katalyzátorů u automobilů a v souvislosti s tím byl postupně omezován prodej olovnatých autobenzínů. Přesto vlivem nárůstu automobilové dopravy docházelo ke zhoršování kvality ovzduší zejména ve velkých městech s intenzivní silniční dopravou. V období mezi roky 1991 až 1997 se každoroční přírůstek počtu automobilů zvýšil oproti 80. letům více než šestinásobně na 38 tisíc a v prosinci 1997 česká metropole překročila hranici jednoho automobilu na dva obyvatele. Pozoruhodně se začaly zvyšovat emise i jiných látek, než byly NO2 a SO2. Sledována začala být především jemná frakce polétavého prachu , pro který začaly roku 2005 platit imisní limity, přízemní ozón a emise, způsobované dopravou.

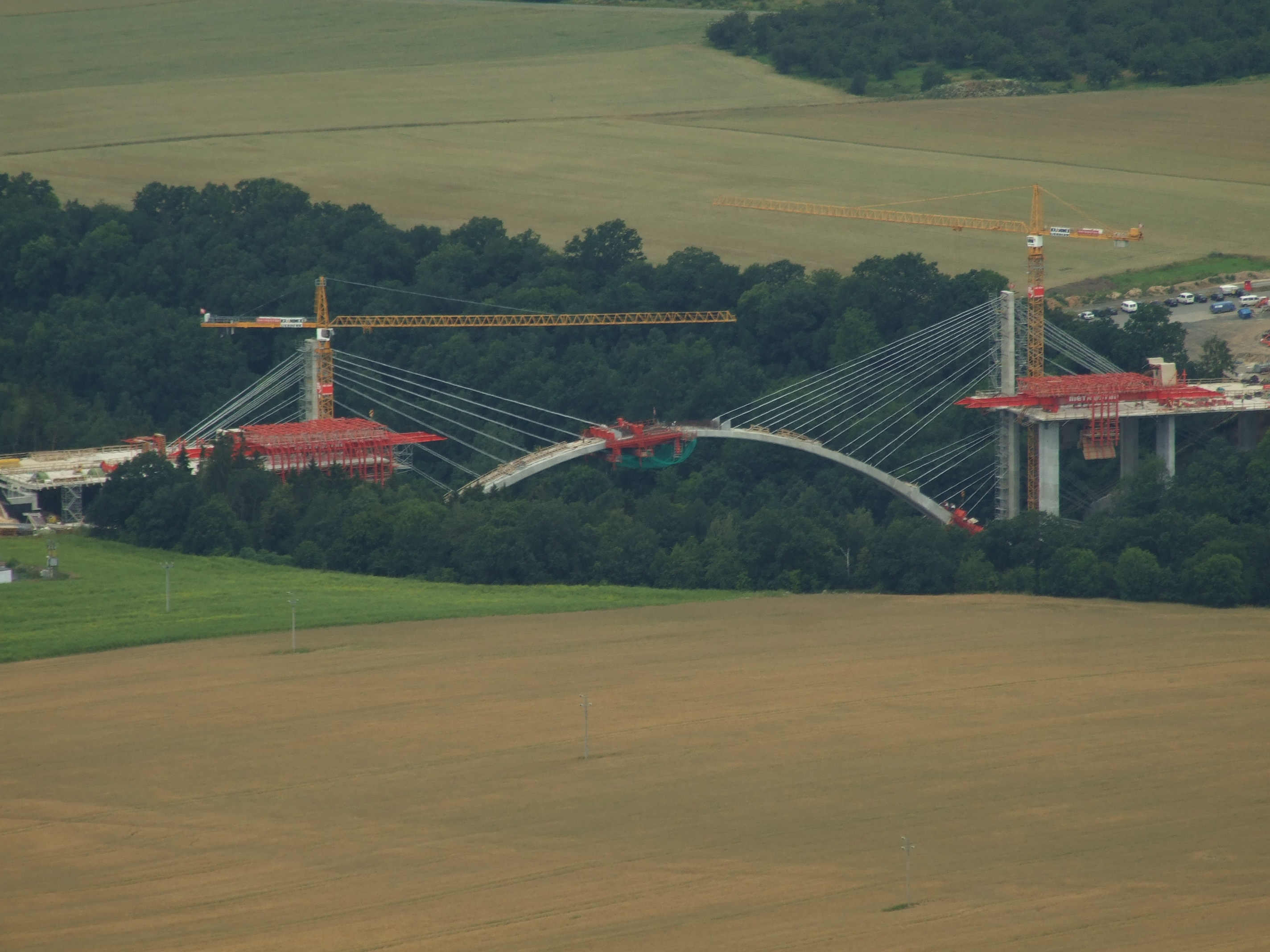
Stavba dálnice D8 v Chráněné krajinné oblasti České středohoří (Opárenské údolí)

Stavba nových dopravních liniových staveb (silnice a dálnice) vedla ke zvýšení fragmentace krajiny, tedy jejího rozčlenění do stále menších částí a vytvoření bariér pro přirozenou migraci živočichů. Pro omezení těchto negativních vlivů začaly být na některých místech stavby doplňovány prvky, které by měly alespoň částečně umožnit migraci, např. zvířecí přechody (ekodukty) či „podchody“.
V nakládání s odpady byly sice vybudovány nové, zabezpečené skládky a byla postupně zaváděna třídění některých druhu druhů komunálních odpadů (plasty, papír, sklo, případně bioodpad), ale přesto se produkce odpadů významně zvyšovala.
Začala být postupně snižována energetická náročnost průmyslové výroby, která byla, a i nadále zůstává, jednou z nejvyšších v porovnání s vyspělými zeměmi sdruženými v OECD.
Stát se při privatizaci vybraných průmyslových podniků zavázal uhradit sanaci starých ekologických zátěži (kontaminace půdy či podzemních vod), a to z prostředků, které shromažďoval Fond národního majetku ČR z výtěžku privatizace státního majetku.
Novým problémem se stala expanze příměstských nákupních komplexů, satelitních sídlišť, průmyslových zón či logistických areálů "na zelené louce", která vedla k záboru rozsáhlých ploch zemědělské i nezemědělské půdy a ke zničení mnoha cenných biotopů.

## Vliv člověka
Na životní prostředí v ČR má vliv mnoho faktorů, například osídlení a pohyb obyvatelstva, výroba a spotřeba, odpadové hospodářství, staré ekologické zátěže především z dob socialismu a v neposlední řadě současná změna klimatu. V rámci životního prostředí se posuzuje zejména stav ovzduší (znečištění ovzduší, ozónová vrstva), vodní poměry (znečištění vody, její spotřeba a nakládání s ní), znečištění a celkový stav půd, stav krajiny (lesnatost, chráněná území) či například hluk, světelné znečištění a radioaktivita.

### Staré ekologické zátěže

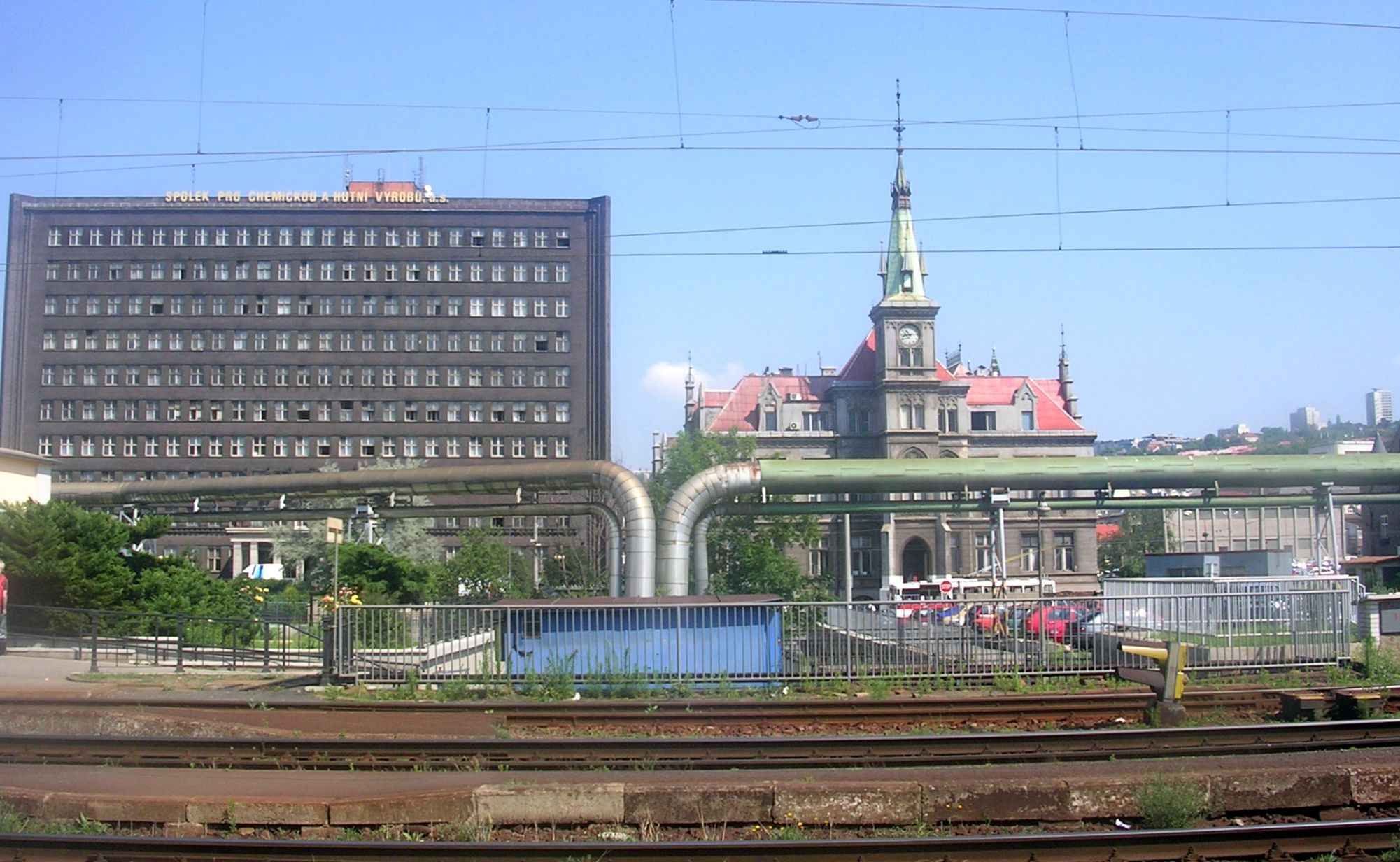
Spolchemie v Ústí nad Labem

V České republice existují tisíce lokalit, které byly v minulosti kontaminovány v důsledku rozmanitých činností (průmyslová či zemědělská výroba, skládky, vojenské areály atd.). Celkově bylo k 30. září 2007 evidováno 9 437 starých ekologických zátěží. Z nich zhruba 80 % evidovalo ministerstvo životního prostředí, asi 15 % krajské úřady (1 185 případů) a asi 5 % (415 zátěží) další resorty.
U části starých ekologických zátěží se po roce 1989 zavázal stát, že uhradí jejich dekontaminaci z výtěžku privatizace státního majetku. Celkové závazky státu týkající se sanací starých ekologických zátěží přesahovaly 100 miliard korun. Některé ze sanací už byly dokončeny, další probíhají a na desítky dalších byla vypsána obří kontroverzní státní zakázka, kterou má získat jediný zájemce.

#### MAPE Mydlovary
Úpravna uranové rudy MAPE u Mydlovar zpracovala od 60. do 80. let 20. stoleté asi 16,7 miliónů tun uranové rudy a zdevastovala více než 300 hektarů několika odkališti, ve kterých skončily nečištěné zbytky (rmut) z výrobního procesu a jejichž dno nebylo dostatečně zajištěno proti prosakování do podloží. Oblast je znečištěna těžkými kovy a radioaktivními látkami a pod areálem se nachází rozsáhlé pole kontaminovaných podzemních vod. Sanace lokality probíhá musí na ní být vynakládány stovky milionů korun.

#### Spolana Neratovice

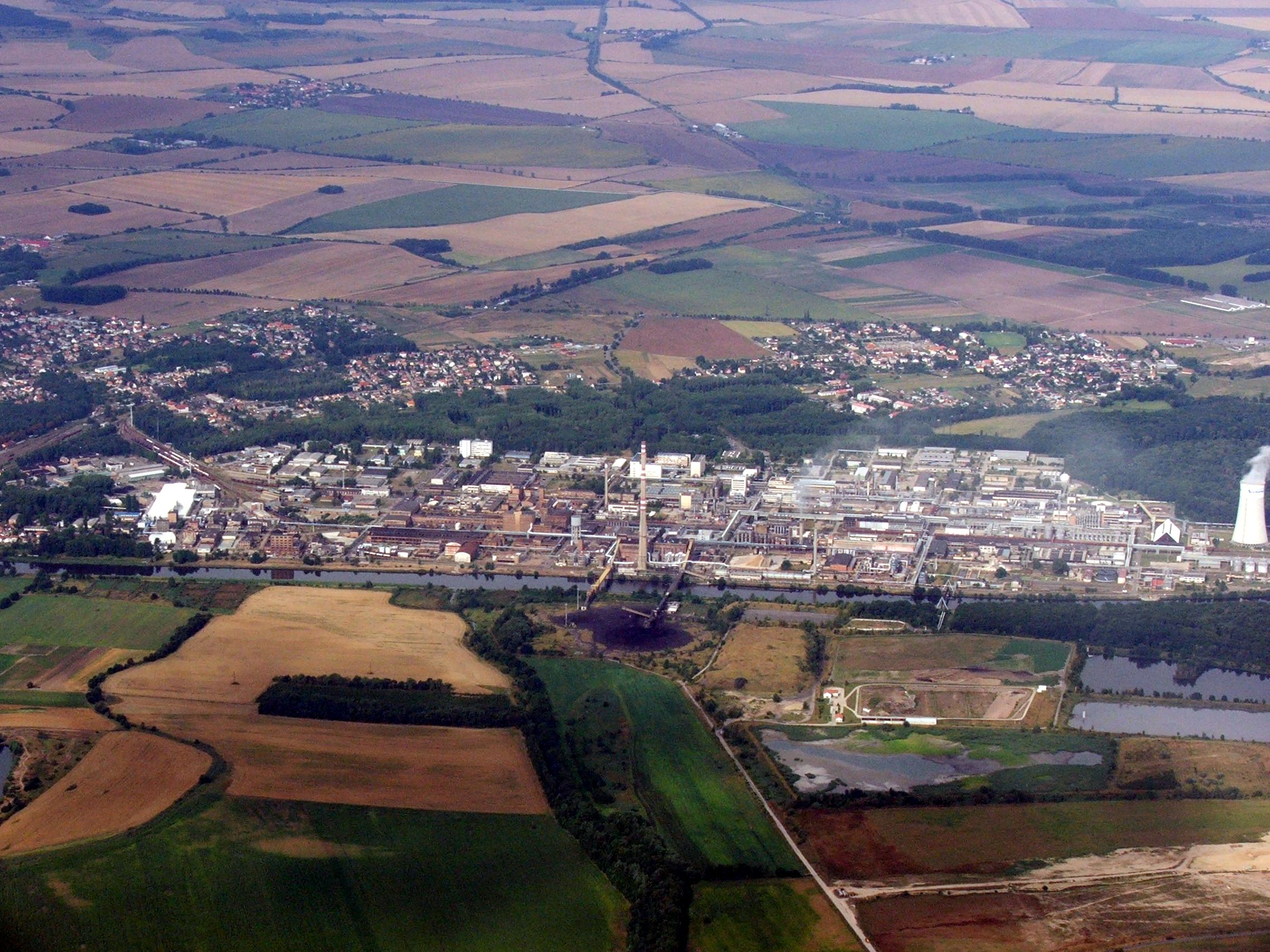
Spolana Neratovice je z minulosti silně kontaminována rtutí a dioxiny

Spolana Neratovice patřila mezi lokality nejvíce zamořené dioxiny v Evropě v důsledku toho, že chemička koncem 60. let 20. století vyráběla herbicid, při jehož syntéze vznikaly dioxiny jako nežádoucí vedlejší produkty. Došlo k zamoření několika budov a vážně onemocněla část zaměstnanců Spolany.. V roce 2002 organizace Greenpeace publikovala výsledky analýz vzorků půdy a zemědělských produktů, které prokázaly u sousedství Spolany koncentrace dioxinů mnohonásobně překračující limity Evropské unie. a v roce 2004 zveřejnil Státní zdravotní ústav výsledky rozborů krve šedesáti obyvatel 3 obcí kolem chemičky a zjistil dvojnásobnou hladinu dioxinů ve srovnání s lidmi žijícími na Benešovsku. V letech 2005 až 2008 byly kontaminované objekty a pozemky v areálu Spolany sanovány nákladem několika miliard korun ze státní rozpočtu.
Dodnes je několik výrobních objektů a desítky tisíc metrů kubických zeminy v areálu chemičky na břehu Labe kontaminováno více než 250 tunami kovové rtuti a jejích organických sloučenin jako důsledek výroby chloru tzv. amalgámovou elektrolýzou. Na zamoření upozornila v květnu 2002 organizace Greenpeace, která ve vzorcích povrchové vrstvy půdy u Labe nalezla až 37 gramů rtuti na kilogram zeminy.

### Těžba neobnovitelných surovin

#### Stavební suroviny

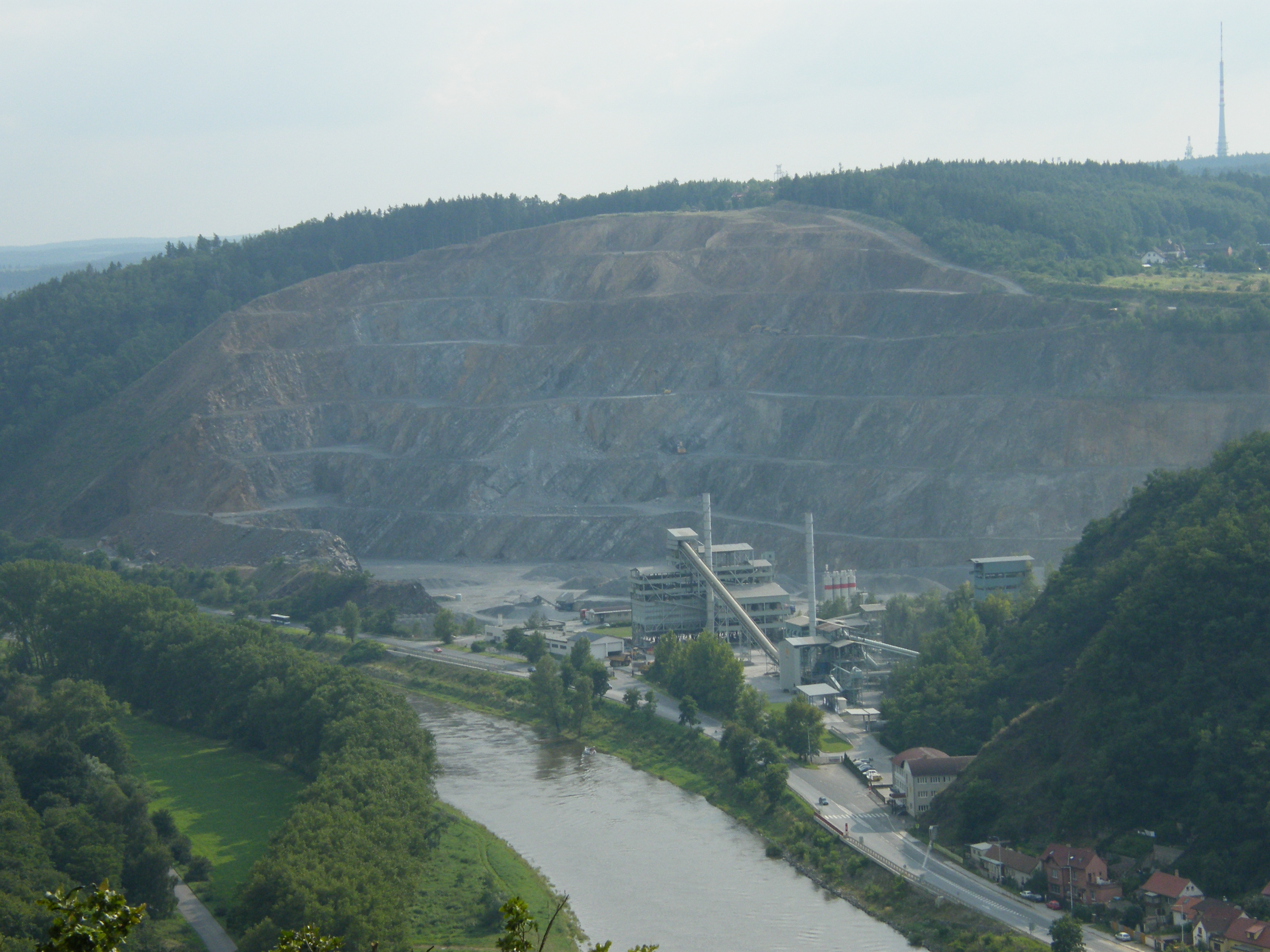
Zbraslavský lom

Česká republika má značné geologické zásoby stavebních surovin. Objem těžby stavebních surovin poklesl počátkem 90. let 20. století, k podstatnému zvýšení opět došlo od roku 2003, patrně v souvislosti s výstavbou dopravní infrastruktury. Stavebního drceného kameniva se v roce 2007 vytěžilo 16 milionů m3 a těžba štěrkopísků ve stejném roce činila 15,6 milionů m3. Těžba dekoračního kamene se dlouhodobě pohybuje mezi 250 až 350 tisíci m3 ročně. Těžba cihlářských hlín v roce 2007 činila 1,7 milionů m3.

#### Energetické suroviny
Maximum těžby černého uhlí nastalo v 80. letech 20. století, kdy těžba kolísala kolem 35 milionů tun ročně, v současnost činí kolem 13 milionů tun ročně. Také vrchol těžby hnědého uhlí spadá do 80. letech, kdy roční těžba překračovala 90 milionů tun ročně. V současnosti činí okolo 50 milionů tun ročně. Těžba ropy dosáhla maxima v roce 2003, kdy činila 310 tisíc tun a stále se pohybuje kolem 250 až 300 tisíc tun ročně. Těžba zemního plynu se dlouhodobě udržuje na úrovni 120 až 150 milionů tun. Těžba uranových rud byla velmi intenzivní od konce 40. do poloviny 90. let 20. století, kdy se ročně těžily 2 až 3 tisíce tun uranu. V současnosti se těží uran už jen v jediném dole a roční těžba se pohybuje už jen kolem 300 tun, což představuje necelé 1 % celosvětové produkce. V roce 2007 bylo vytěženo 118 00 tun rudy, která obsahovala 285 tun uranu.

#### Nerudné nerostné suroviny

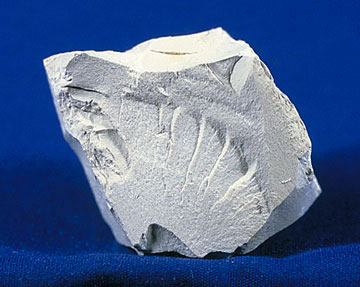
Těžba kaolinu činí 3 až 4 miliony tun ročně

V minulosti významná těžba grafitu, pyritu, fluoritu, barytu a dalších surovin už skončila. Zůstává významná těžba kaolinu, sklářských písků, živce, jílů, vápence a cementářských surovin. Těžba kaolinů činí ročně 3 až 4 miliony tun, těžba sklářských a slévárenských písků se pohybuje mezi 1,6 až 1,8 miliony tun ručně, vápenců, cementářských surovin a dolomitů se ročně vytěží 10 až 12 milionů tun. Dlouhodobě roste objem těžby živce, které v roce 2007 činila 514 tisíc tun. Podstatná část vytěženého kaolinu, sklářských a slévárenských písků, vápence, jílu a živce je exportována.

### Odpady

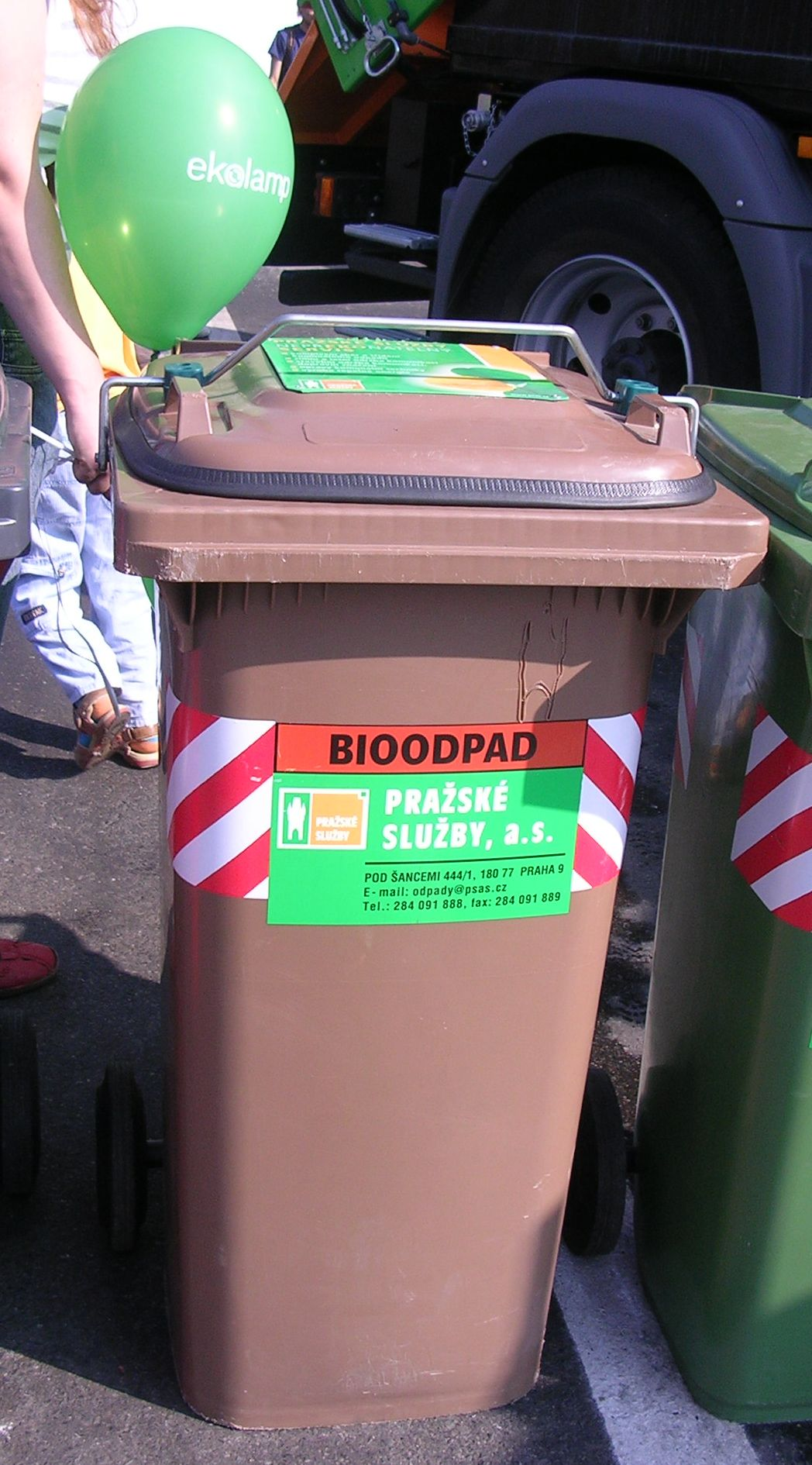
Kontejnery na bioodpad zatím v mnoha českých městech chybí

V roce 2003 vládní plán předpokládal, že by Česko mělo v roce 2010 recyklovat polovinu komunálních odpadů. Míra recyklace komunálního odpadu zůstává v České republice poměrně nízká. Vrcholu dosáhla v roce 2007 s 21 procenty, ale v roce 2008 opět poklesla na pouhých 18 %, zatímco v Německu a dalších vyspělých zemích dosahuje 50 a více procent. Nejhorší je situace u biologicky rozložitelných odpadů, jehož v letech 2003 až 2008 přibylo 40 % a v roce 2008 činilo 169 kilogramů na osobu a rok. Problém je v tom, že v mnoha městech a obcích lidé nemají možnost třídit biologicky rozložitelných odpad do zvláštních nádob.

### Hluk
Počet obyvatel České republiky vystavených celodennímu obtěžování hlukem (Ldvn = 70 dB) je odhadováno téměř na 260 tisíc lidí. Nadlimitní hodnotě hluku pro rušení spánku (Ln = 60 dB) je vystaveno asi 320 tisíc lidí. Jako hlavní zdroj hluku byla identifikována silniční doprava. V Praze žije téměř 13 % obyvatel vystavených nadlimitní hodnotě hluku, v Ostravě a Brně je to mezi 10 a 11 procenty obyvatel.

## Stav složek životního prostředí

### Znečištění ovzduší

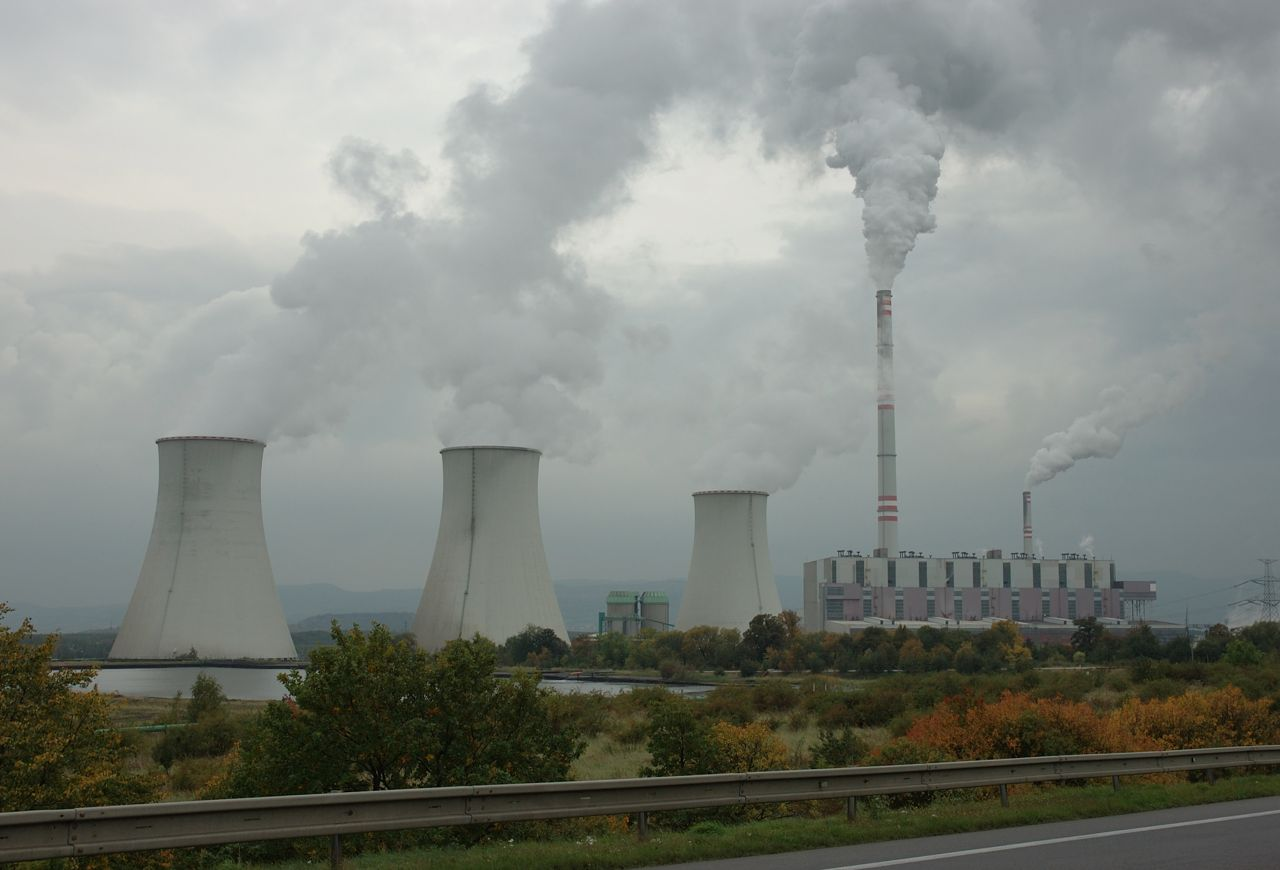
Elektrárny Prunéřov patří k největším znečišťovatelům ovzduší v ČR

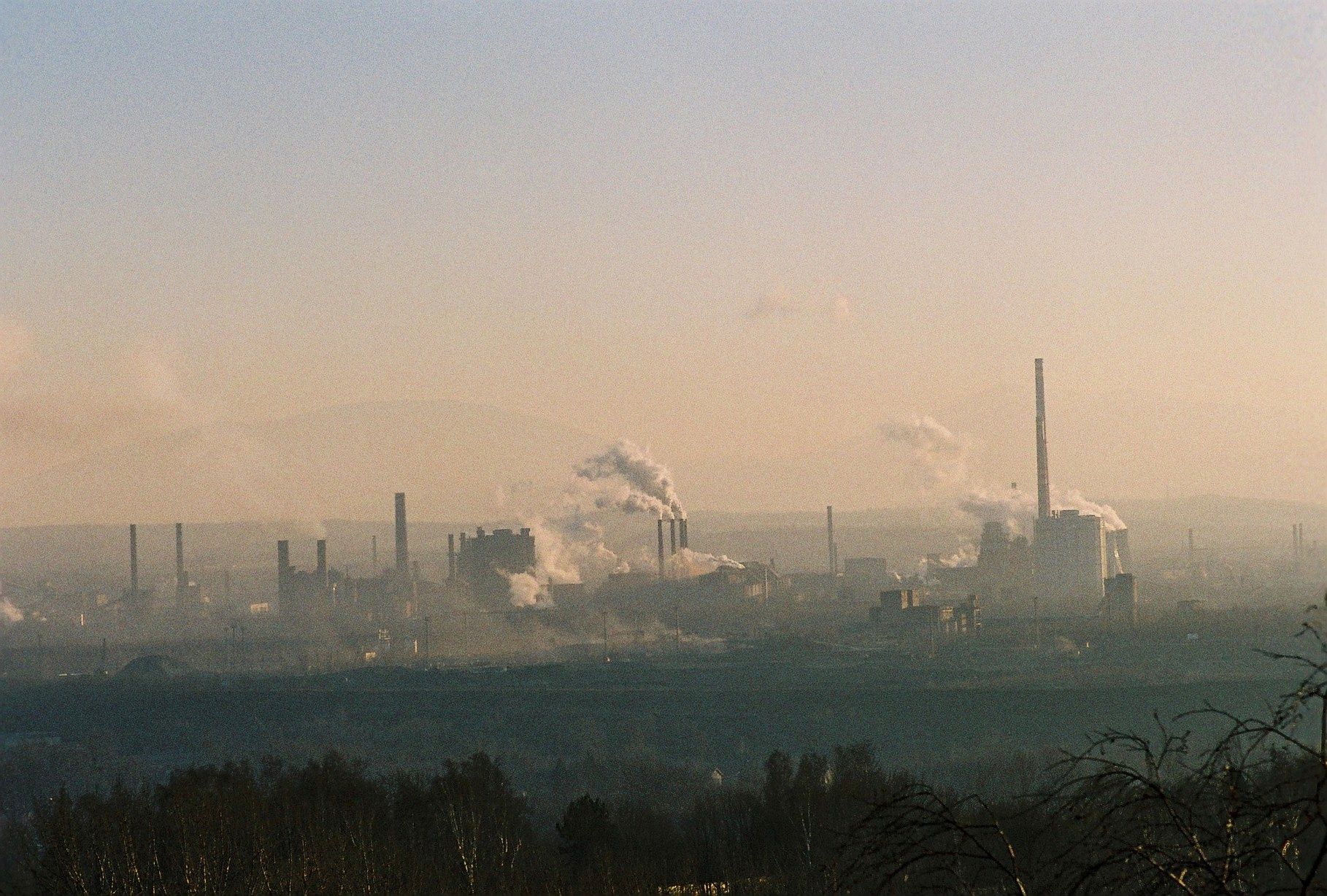
Dlouhodobě nejznečištěnější ovzduší má město Ostrava

Znečištění ovzduší je v současnosti v Česku stále aktuálním problémem. V souvislosti se zveřejněním Zprávy o životním prostředí 2009 uvedl tehdejší ministr životního prostředí Ladislav Miko, že je nutno se soustředit na další snižování emisí znečišťujících plynů do ovzduší. Podle studie Evropské komise znečištění ovzduší jemným prachem v průměru zkracuje život každému obyvateli ČR o více než 10 měsíců, přičemž průměrnému Evropanovi o 8,6 měsíce.
V minulosti bylo významný problémem znečištění ovzduší oxidem siřičitým ze spalování uhlí, zejména v oblasti tzv. černého trojúhelníka (na pomezí Československa, Polska a východního Německa) nebo na Ostravsku).
Dodnes zůstává problémem průmyslové znečištění na severu Moravy (zejména prachem a polyaromatickými uhlovodíky), ale roste význam emisí z dopravy, hlavně ve velkých městech (např. Praha, Brno, Ostrava, Plzeň).
V roce 2005 v České republice dýchalo vzduch znečištěný prachem více než povolují zákonné limity 66 % všech obyvatel a 97 % Pražanů. V roce 2008 byl na 69 % území překračován limit pro přízemní ozón, nevyhovující bylo znečištění prachovými částicemi (PM10) a benzo(a)pyrenen. Nejhorší znečištění bylo zaznamenáváno na severní Moravě a ve Slezsku (Ostrava, Karviná), v Praze a v Brně.

#### Emise skleníkových plynů
Dlouhodobě má Česká republika velmi vysoké měrné emise skleníkových plynů, patřící mezi nejvyšší mezi členskými státy Evropské unie. Agregované emise skleníkových plynů navíc v Česku mezi lety 2005 až 2007 stoupaly. A to zejména v důsledku významného růstu emisí z dopravy, které v roce 2007 tvořily přes 13 % celkových emisí, zatímco v roce 1990 nedosahovaly ani 5 %. Nedaří se tak plnit cíl Státní politiky životního prostředí ČR ke snižování emisí skleníkových plynů. Základ pro ochranu klimatu Česka tvoří Národním programem na zmírnění dopadů změny klimatu v České republice, který byl 3. března 2004 schválen usnesením vlády České republiky číslo 187. Program vychází ze směrnice Rady Evropské unie 99/296/EC, mapuje vlivy změny klimatu na jednotlivé sektory a vytyčuje strategii zmírňování negativních vlivů klimatické změny.

### Znečištění vod

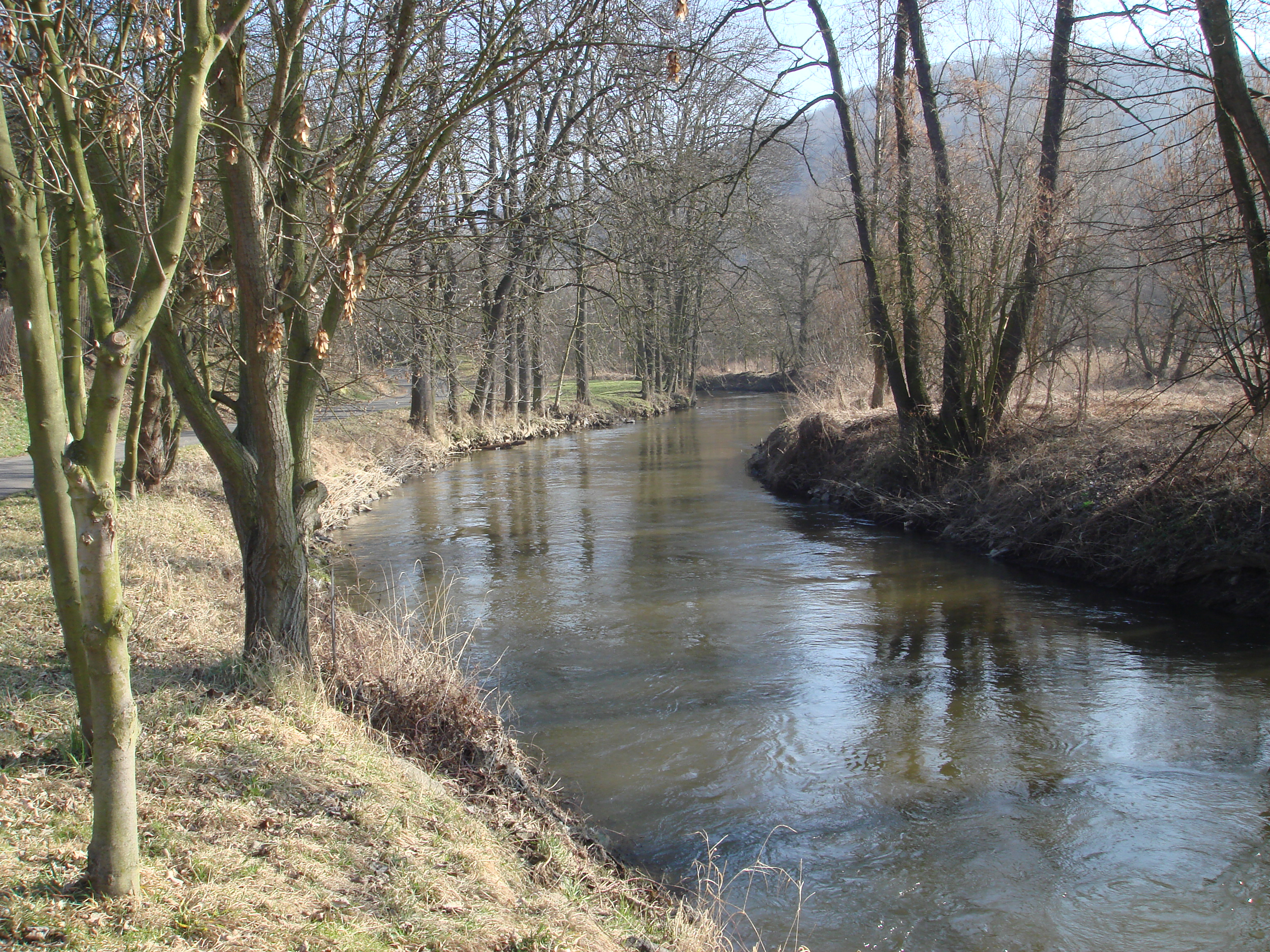
Řeka Bílina patří k nejvíce znečištěným vodním tokům v Česku

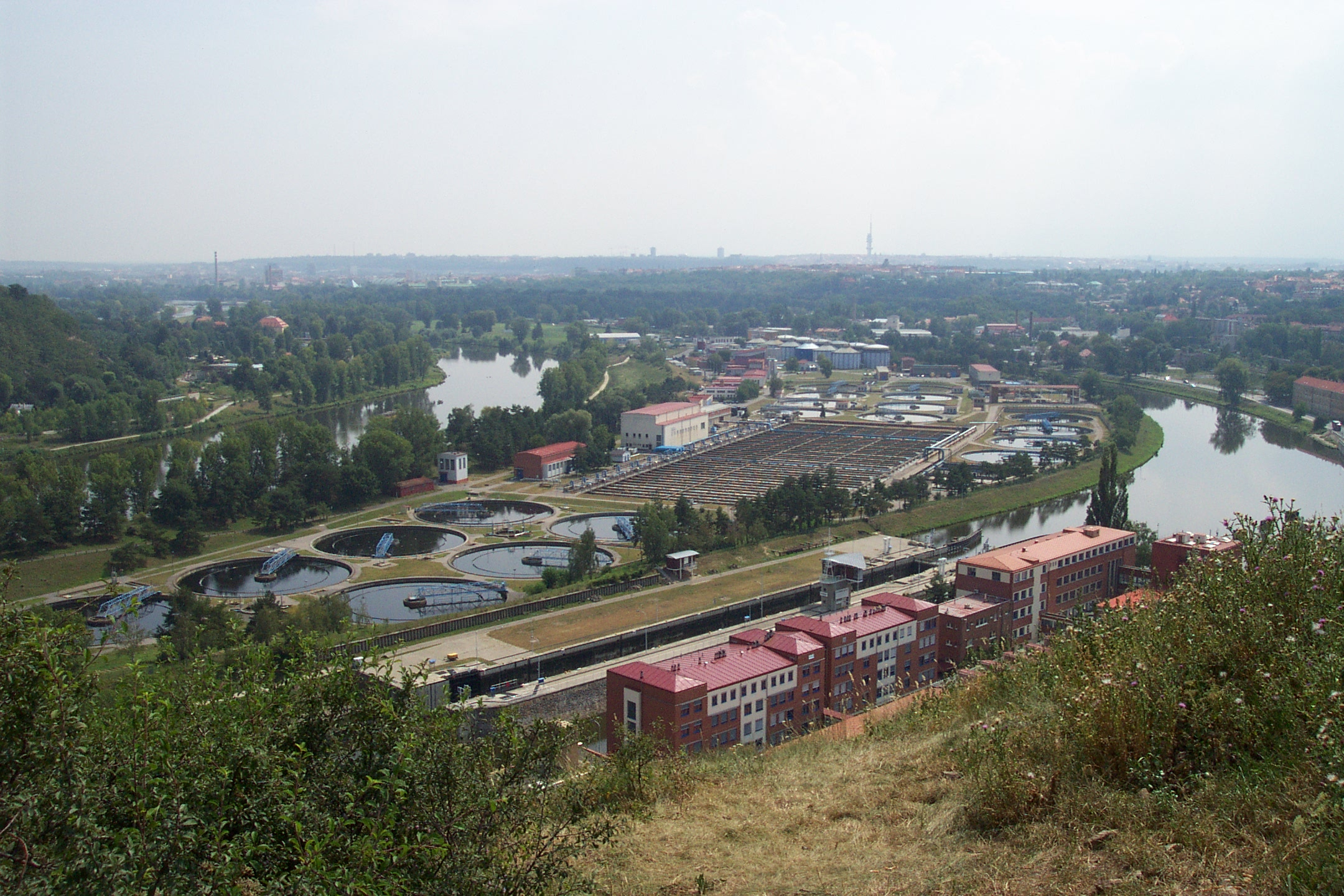
Pražská čistírna odpadních vod už neodpovídá požadavkům dneška

Činností člověka se do vod ve zvýšené míře dostávají přirozené příměsi nebo syntetické chemikálie. Jde zejména o průsaky z půdy (např. pesticidy a hnojiva ze zemědělství), komunální nebo průmyslové odpadní vody, ale také o dálkový přenos znečištění. V současnosti v České republice představuje vážný problém nadměrný přísun živin, např. dusičnanů nebo fosforečnanů vznikajících jako rozkladné produkty organických zbytků, zemědělských hnojiv atd. Tento proces se označuje jako eutrofizace a vede k nárůstu spotřeby kyslíku. Tím může dojít k nedostatku kyslíku pro vodní organismy a ke zničení vodních ekosystémů.
Postupně se daří snižovat znečištění a zlepšovat kvalitu povrchových vod, zároveň se snižuje i odběr vod. Přesto je situace v této oblasti stále nevyhovující a Česká republika neplní evropské standardy pro čistění odpadních vod. Řada obcí zatím vypouští nečištěné odpadní vody a mnohé čistírny odpadních vod jsou neefektivní vzhledem k zastaralosti jejich technologického vybavení.
Nejznečištěnějšími řekami v České republice jsou hlavně menší toky Mračný potok, Trkmanka, Lomnice, Litava, Kyjovka, Hájecký potok, Mrlina, Skalice, Vlkava a Zákolanský potok, z větších toků Bílina a dolní toky Lužnice a Ostravice.

### Půda a horninové prostředí

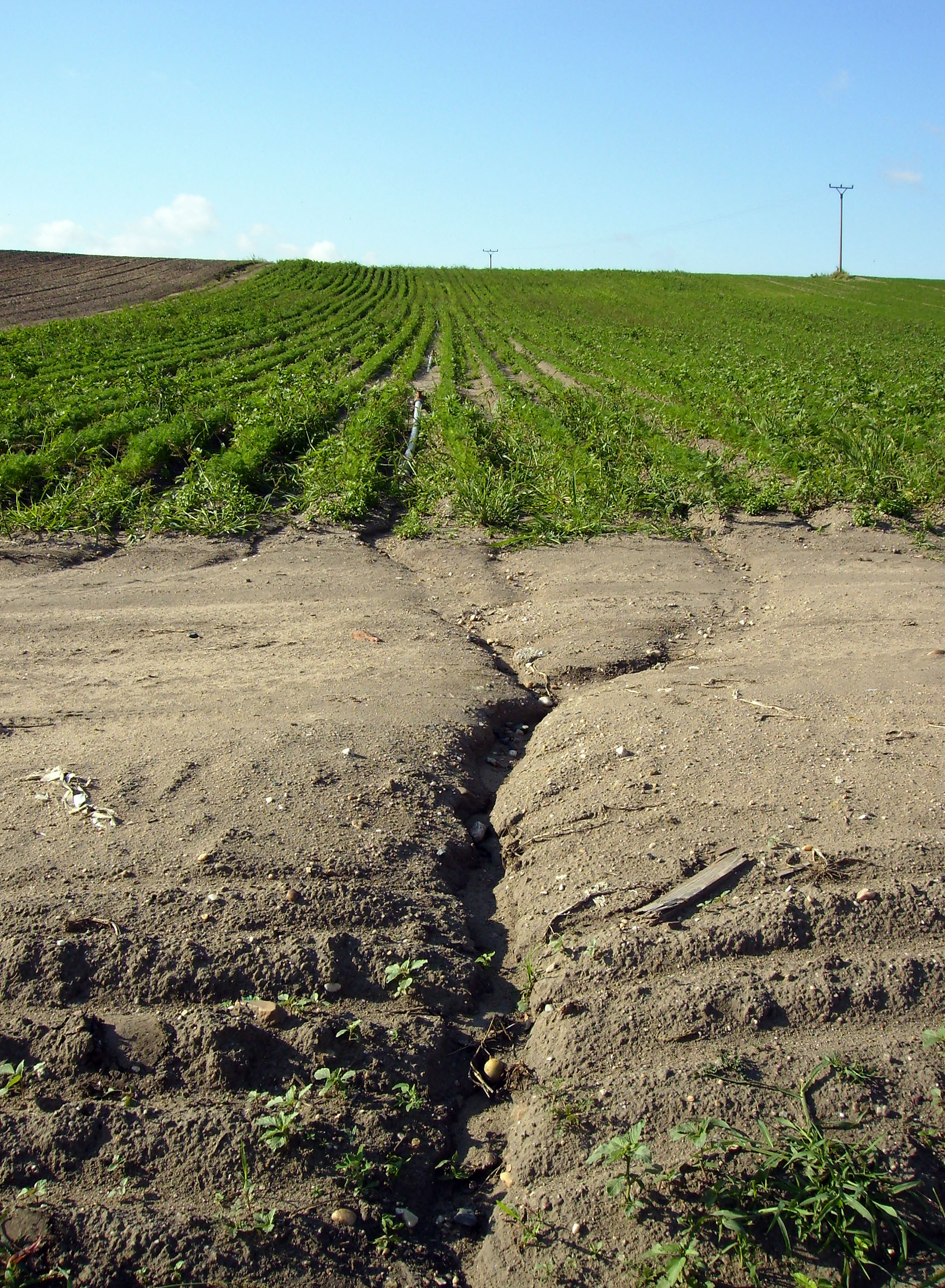
Vodní eroze půdy podpořená nesprávnou orbou u Přerova nad Labem

Na kvalitu půdy negativně působí některé přírodními vlivy, např. sesuvy půd, i některé lidské činnosti, např. využívání kalů z čistíren odpadních a aplikace chemických látek v pro hnojení zemědělské půdy nebo používání pesticidů. Nejčastější dochází u čistírenských kalů k překročení limitních hodnot pro obsah rtuti, niklu, olova, polychlorovaných bifenylů nebo polyaromatických uhlovodíků. Kvalita půd je však v České republice ohrožena také erozí a zhutňováním půd těžkou zemědělskou technikou.
Vodní erozí je potenciálně ohroženo 1 797 tisíc hektarů zemědělských půd, z toho nejvyšším stupněm je ohroženo 14 % zemědělských půd. Větrnou erozí je potenciálně ohroženo 320 tisíc hektarů, z toho nejvyšším stupněm je ohroženo 0,3 % zemědělských půd.
Zhutněno nebo zhutněním ohroženo je v České republice asi 40 % zemědělských půd, přičemž průměr EU je 36 %. Zhutnění negativně ovlivňuje vodní režim půdy a zvyšuje energetickou náročnost jejího zpracování. Nejvíce postižen a ohrožen podorniční horizont a ornice, přičemž na odvodněných a dlouhodobě zavlažovaných půdách je tento negativní dopad silnější. Silně zhutněné jsou přitom i zrnitostně lehké půdy především v zavlažovaných oblastech.

### Lesy

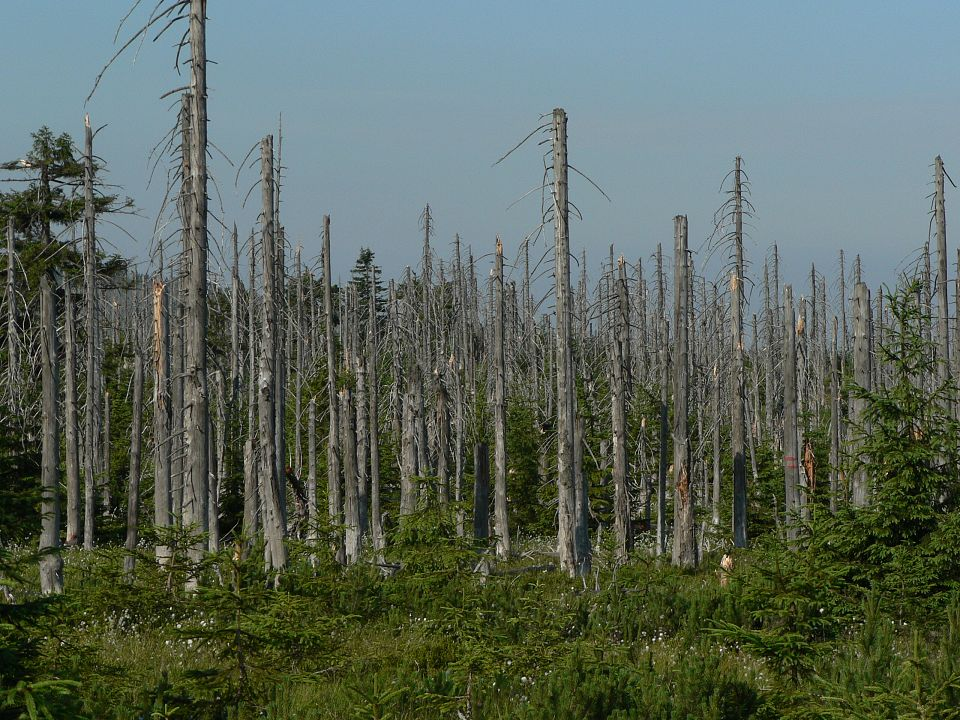
Jizerské hory les poškozený kyselými dešti

Lesy pokrývají asi 33 % území České republiky a jsou přirozenými biotopy pro mnoho druhů rostlin a živočichů, určují ráz krajiny, jsou zdrojem dřeva, výrazně ovlivňují místní klima, zvyšují retenční kapacitu krajiny, brání erozi a slouží také pro rekreaci.

I přes výrazný pokles emisí škodlivin do ovzduší během 90. let 20. století zůstává stav českých lesů nadále nejhorší ve střední Evropě. Stále roste míry defoliace, které je v České republice nejvyšší ze všech státu Evropské unie. V roce 2006 byla míra defoliace v Česku 56,2 %, v Bulharsku 37,4 %, ve Francii 35,6 % a Itálii 30,5 %.

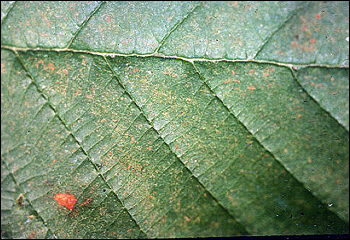
Poškození listů působením ozonu

Špatný stav českých lesů nesouvisí přitom jen s důsledky historického znečištění ovzduší a následného okyselení lesních půd. Problémy se v příštích desetiletích pravděpodobně budou zhoršovat vzhledem ke změněným klimatické podmínky, kterých nevyhovují převládajícím smrkovým lesům. Vlivem holosečné těžby a pěstování smrkových monokultur dochází také k degradaci lesních půd, odplavování živin, změnám struktury půdy a až k erozi. Podstatná část lesů je také silně poškozována okusem, loupáním a ohryzem přemnoženou spárkatou zvěří. Smrkové monokultury navíc trpí nadbytečnou depozicí dusíku, který se do ovzduší a lesních půd dostává zejména z výfukových plynů automobilů a z průmyslových exhalací. Nadbytek dusíku v lesních ekosystémech vede k nadměrnému růstu, který způsobuje snadno lámavost stromu a vyšší výskyt hmyzích a houbových škůdců.
Zdravotní stav lesů také negativně ovlivňují vysoké koncentrace přízemního ozónu, které na většině území ČR výrazně překračují cílový imisní limit pro ochranu vegetace. Ozón narušuje fyziologické funkce rostlin, poškozuje listy a jehličí stromů a vede k jejich předčasnému odumření.

### Pesticidy a průmyslová hnojiva

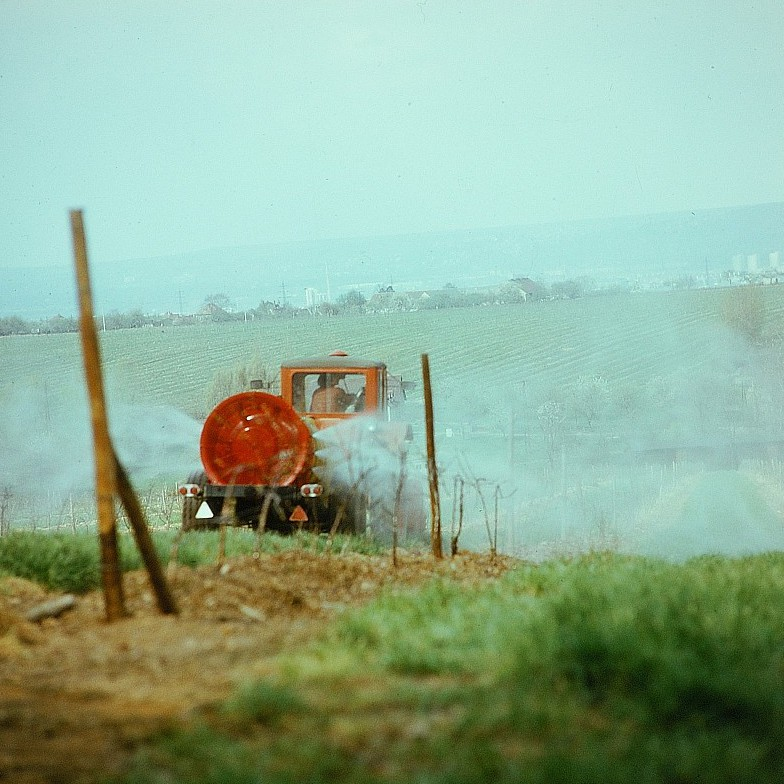
Spotřeba pesticidů v českém zemědělství stále roste

Po značném poklesu na počátku 90. let 20. století se stále zvyšuje spotřeba průmyslových hnojiv a pesticidů. Vývoj spotřeby je nepříznivý i přes to, že roste výměra půdy obhospodařovaná ekologickým zemědělstvím, které tyto prostředky nepoužívá. Mezi lety 2000 až 2008 vzrostla celková spotřeba minerálních hnojiv o 46 %. Celková spotřeba pesticidů v zemědělství v roce 2008 v České republice činila přes 11 tisíc tun, přičemž od roku 2000 vzrostla o 15 %.
Průmyslová hnojiva a pesticidy jsou zdrojem kontaminace půdy a v důsledku splachům se podílejí na znečištění povrchových i podzemních vod, dusíkatá hnojiva i na eutrofizaci. Podílejí se též na snižování biodiverzity půdních mikroorganismů i na poklesu početnosti řady druhů živočichů a pronikají i do potravin.

### Pěstování geneticky modifikovaných plodin
V České republice je doposud povoleno komerční pěstování pouze geneticky modifikované kukuřice firmy Monsanto typu MON 810, do které byla vložena bakteriální dědičná informace způsobující produkci tzv. Bt-toxinu, který je jedovatý pro určité druhy hmyzu. Osetá plocha GMO je v Česku druhá nejvyšší v EU po Španělsku., ačkoli v roce 2009 poprvé výměra GM plodin poprvé poklesla, a to z 8 380 ha v roce 2008 na 6 480 ha v roce 2009.

### Biodiverzita

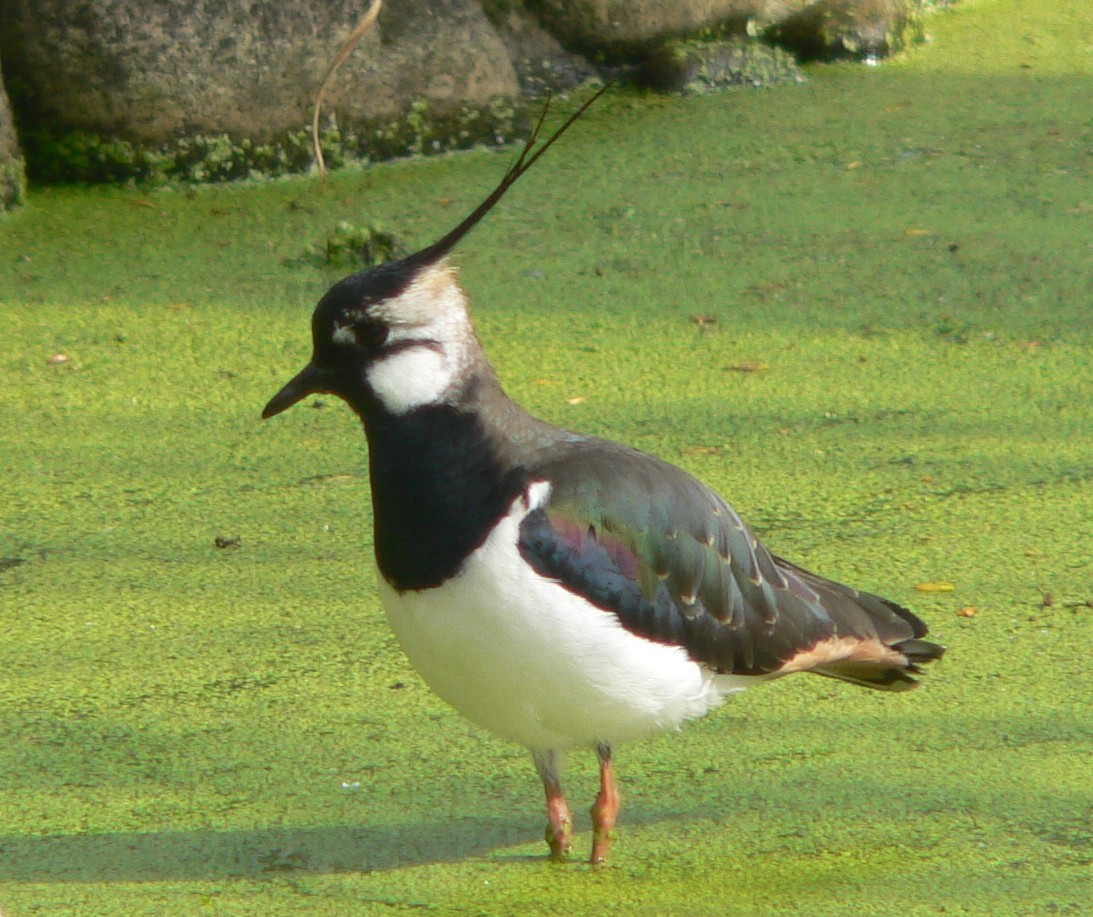
Čejka chocholatá patří mezi indikátory biologické rozmanitosti

Díky své poloze má Česká republika poměrně vysokou rozmanitost druhů a stanovišť. Vyskytuje se zde více než 2700 druhů cévnatých rostlin, 2400 druhů nižších rostlin, 50 000 druhů bezobratlých a zhruba 390 druhů obratlovců. Podle české IUCN kategorizace z nich patří mezi ohrožené druhy 19 % savců, 50 % ptáků, 53 % plazů, 43 % obojživelníků, 40 % sladkovodních ryb a 43 % cévnatých rostlin. K nejzranitelnějším patří netopýři, šelmy a druhy vázané na mokřady.
Mezi hlavní indikátory biologické rozmanitosti (biodiverzity) patří populační trendy vybraných rostlinných či živočišných druhů. Pro všechny součásti biodiverzity nejsou dostupná relevantní data, a tak se jako indikátory používají dobře prozkoumané druhy, mezi které v České republice patří ptáci. Výskyt lesních ptáků stagnuje, mírný vzestup populací mezi roky 1993 a 1997 byl pravděpodobně způsoben náhodnými jevy. Početnost běžných druhů polních ptáků klesala významně zejména do konce 80. let 20. století. Počátkem 90. let došlo k nárůstu, od té doby dochází opět k poklesu. Za hlavní příčinu úbytku polního ptactva je považována intenzifikace zemědělství. Dříve běžné druhy jako vrabec polní, čejka chocholatá nebo skřivan polní výrazně ubývají.
V roce 2008 bylo více než 70% typů evropsky přírodních stanovišť významných hodnoceno v nepříznivém nebo nedostatečném stavu z hlediska ochrany. Stav 37% druhů je hodnocen jako nedostatečný a 36% druhů jako nepříznivý.

### Krajina

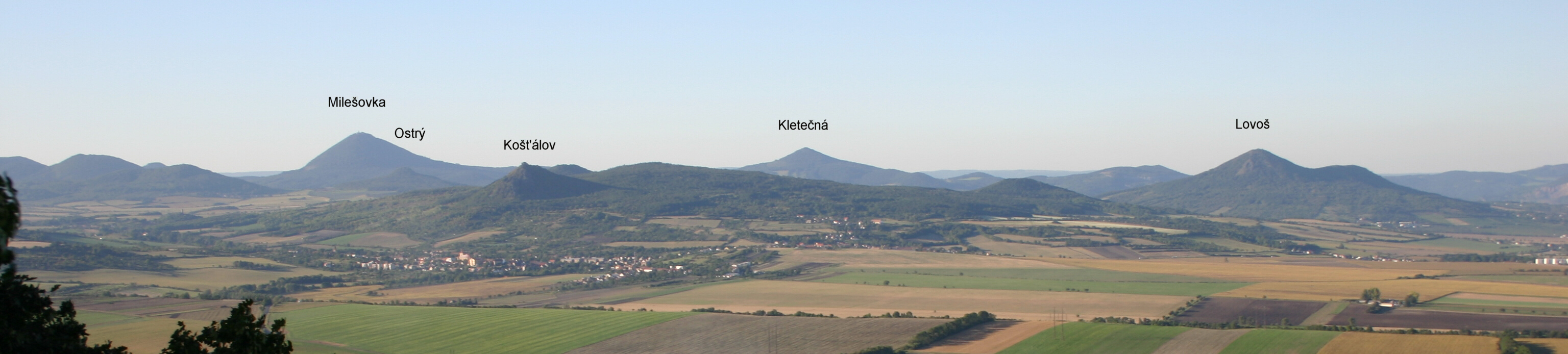
České středohoří jedna z chráněných krajinných oblasti

Současná podoba české krajiny je výsledkem dlouhodobého působení člověka a přírodních sil a lidské společnosti. Různorodost krajiny České republiky je umožněna rozmanitostí přírodních podmínek a rozdíly ve využívaní krajiny člověkem v minulosti. Za pozitivní trend je považován pokles výměry orné půdy a naopak nárůst podílu trvalých travních porostů, vodních ploch a lesních pozemků. Za negativní trend je považován rychlý nárůst zastavěných území zejména v okolí velkých měst a v důsledku toho ke ztrátě cenných biotopů mnoha rostlinných i živočišných druhů, což přispívá k poklesu biologické rozmanitosti. Negativní změny jsou také důsledkem intenzivní výstavby dopravní infrastruktury (zejména silnic a dálnic), růstu spotřeby hnojiv a pesticidů v zemědělství nebo rozvoje cestovního ruchu.
Každý den výstavba pohltí v České republice asi 11 hektarů zemědělské půdy.

### Zvláště chráněná území

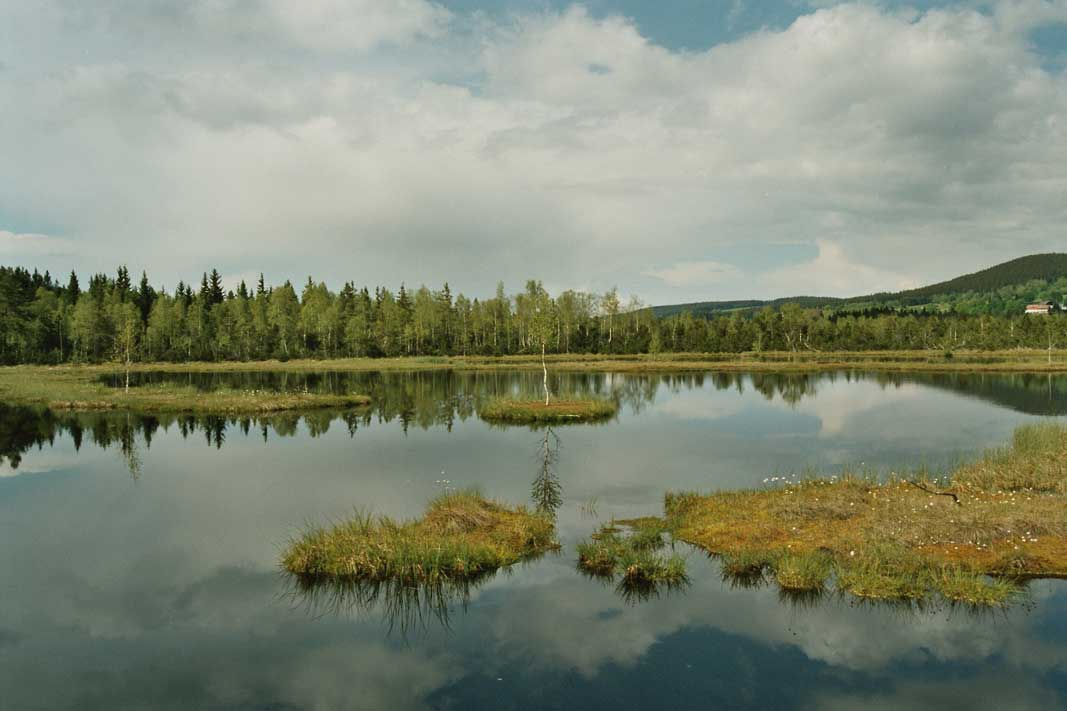
Národní park Šumava (Chalupská slať)

Zvláště chráněných území jsou jedním z nástrojů životního prostředí v České republice. Jedná se o přírodovědecky nebo esteticky významná nebo jedinečné oblasti. Obvykle jde o lokality s unikátní nebo reprezentativní biologickou rozmanitostí na úrovni druhů, populací i společenstev, s jedinečnou geologickou stavbou nebo významná z hlediska vědeckého výzkumu.

České zákony rozlišují šest kategorií zvláště chráněných území:
- národní parky (NP) - Národní park Šumava, Krkonošský národní park, Národní park České Švýcarsko a Národní park Podyjí mají dohromady rozlohu 119 500 hektarů
- chráněné krajinné oblasti (CHKO) - jde o 25 oblastí pokrývajících asi 13,78% území státu
- národní přírodní rezervace (NPR) - vyhlášeno 110 chráněných území této kategorie
- přírodní rezervace (PR) - asi 750 lokalit
- národní přírodní památky (NPP) - 112 vyhlášených lokalit
- přírodní památky (PP) - asi 1180 území a objektů.

## Organizace voblasti životního prostředí

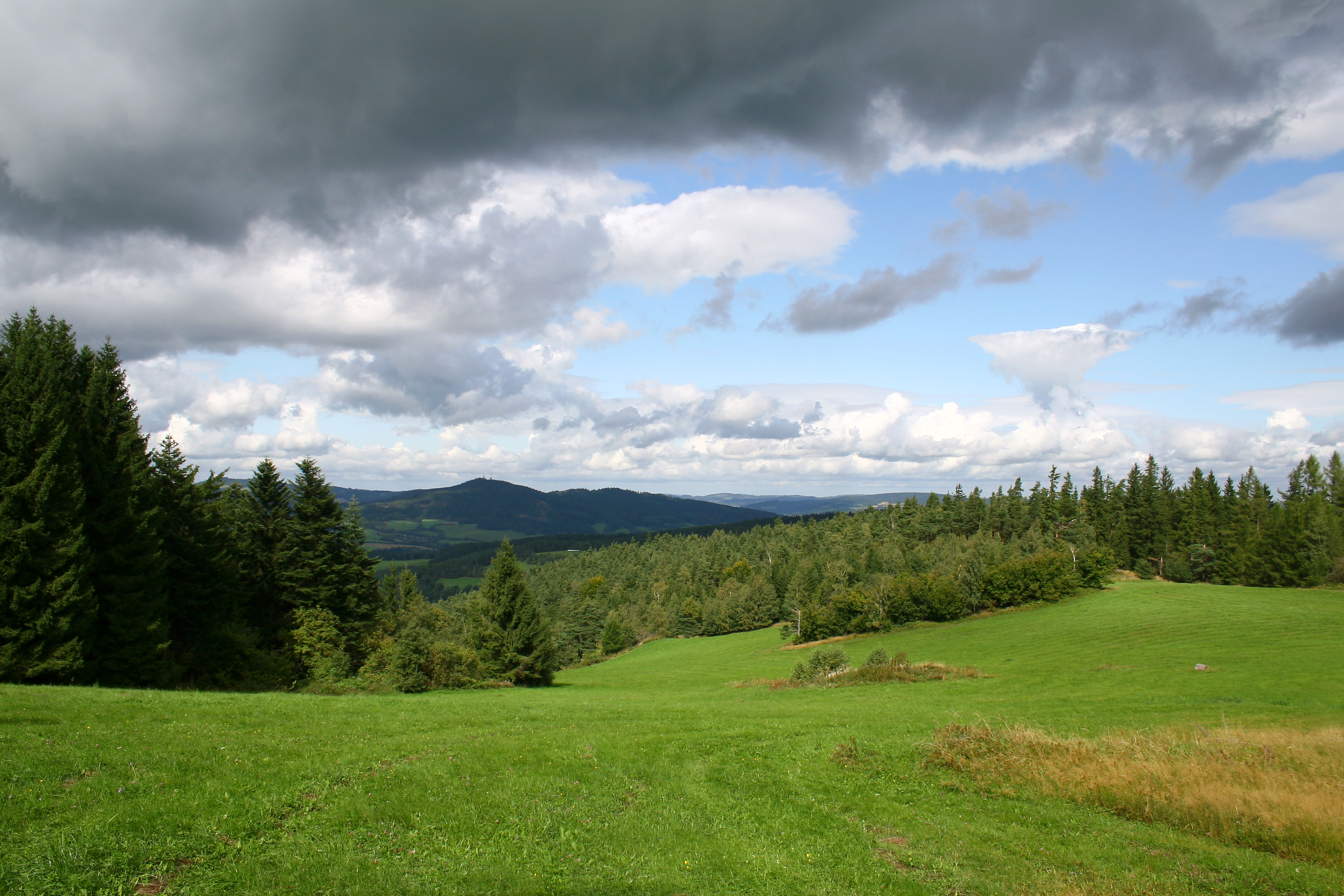
Část krajiny je chráněná formou národních parků či chráněných krajinných oblastí

### Státní orgány
Za ochranu životní prostředí je v České republice zodpovědné Ministerstvo životního prostředí, jehož úkolem je příprava legislativy a strategických dokumentů v oblasti životního prostředí.
Odborné zázemí poskytuje ministerstvu CENIA, česká informační agentura životního prostředí, který v letech 1992 až 2005 působil pod názvem Český ekologický ústav.
Dohledem a kontrolou naplňování ekologické legislativy je pověřena Česká inspekce životního prostředí (ČIŽP), která kromě ředitelství v Praze disponuje oblastními inspektoráty. Činnost ČIŽP je zaměřena na tyto oblastí: ochrana ovzduší, ochrana vod, odpadové hospodářství, ochrana přírody, ochrana lesa a IPPC. Úkolem ČIŽP jsou kontroly přímo v terénu a případné porušování platné legislativy je následně řešena ve správních řízeních s cílem sankčním (např. vyměření pokuty) nebo nápravným (nařízení opatření k nápravě).
Agentura ochrany přírody a krajiny ČR je institucí státní ochrany přírody s ústředím v Praze a řadou regionálních pracovišť, která zajišťuje metodickou, dokumentační, informační, výchovně-vzdělávací, vědeckovýzkumnou a poradenskou činnost v oblasti péče o přírodu a krajinu.

### Nevládní organizace

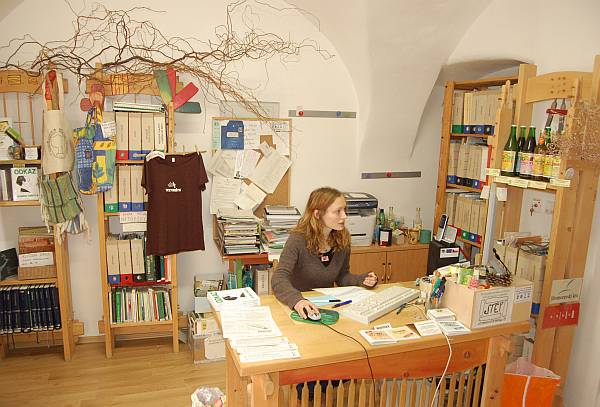
Ekologický institut Veronica poskytující ekologické poradenství pro veřejnost

V Česku působí v oblasti životního prostředí celá řada nevládních neziskových organizací, z nichž velká část je sdružena v asociaci Zelený kruh, která vznikla v listopadu 1989 a v současnosti (leden 2011) sdružuje 28 organizací.
. Některé organizace jsou členy mezinárodních sítí, jiné působí na národní úrovní, ale převážná většina má jen místní nebo regionální působnost.
Z dob komunistického režimu přežily do současnosti Hnutí Brontosaurus a Český svaz ochránců přírody. Ještě před listopadem 1989 vznikly organizace Děti Země, která je známa například pořádáním ankety Ropák roku, a Pražské matky, jež se zabývají zejména problematikou dopravy a znečištění ovzduší v Praze. Krátce poté vzniklo Hnutí DUHA, které je dnes členem mezinárodní sítě Přátelé Země a zabývá se zejména oblastí odpadů, ochrany lesů a klimatu. Svou československou pobočku otevřela i mezinárodní ekologická organizace Greenpeace, která i do Česka přinesla své kampaně na ochranu velryb a oceánů, ochranu klimatu, proti zamoření toxickými látkám, proti jaderným zbraním a jaderným elektrárnám nebo za záchranu pralesů. V roce 1992 založil bývalý ministr životního prostředí Josef Vavroušek Společnost pro trvale udržitelný život (STUŽ). V roce 1995 byl založen Ekologický právní servis (EPS), který je sdružením právníků specializovaných na oblast práva v oblasti životního prostředí. V roce 1996 vzniklo sdružení středisek ekologické výchovy Pavučina, které představuje celostátní síť organizací specializovaných na ekologickou výchovu, vzdělávání a osvětu. Později vznikla celá řada organizací, z nichž na celostátní úrovni jsou aktivní například sdružení Arnika nebo Centrum pro dopravu a energetiku (CDE),

### Vybrané nástroje ochrany životního prostředí
Integrovaný registr znečišťování (IRZ) je databází informací o emisích a přenosech vybraných znečišťujících látek do ovzduší, vody a odpadů, které ohlašují jednotlivé provozovny průmyslových a zemědělských podniků. Registr byl zřízen a je spravován ministerstvem životního prostředí a provozuje ho CENIA, česká informační agentura životního prostředí.
Zelená úsporám je program poskytující dotace na zavedení vytápění na bázi obnovitelných zdrojů energie a na opatření k energetickým úsporám rekonstrukci nebo stavbě rodinných nebo bytových domů. Dotace mohou být čerpány od 22. dubna 2009 až do 31. prosince 2012. Celková částka vložená do programu se předpokládá až 25 miliard korun.
Ekologicky šetrný výrobek je ekoznačka České republiky používaná v národním programu environmentálního značení. Značka dává spotřebitelům možnost dobrovolně při nákupu preferovat výrobky zohledňující požadavky ochrany životního prostředí a trvale udržitelného rozvoje.
Posuzování vlivů na životní prostředí je v České republice upraveno zákonem č. 100/2001 Sb. Týká se jak posuzování vlivů konkrétních záměrů staveb (továrny, silnice, velké zemědělské nebo obchodní komplexy, těžba surovin atd.), tak koncepcí na úrovni celostátní (operační programy, rozvojové strategie aj), regionální (plán odpadového hospodářství krajů, krajské dopravní koncepce atd.) a místní (např. plány rozvoje měst). Smyslem procesu je zjistit, popsat a vyhodnotit předpokládané vlivy záměrů a koncepcí na životní prostředí a zdraví lidí v různých souvislostech, s cílem případné negativní vlivy eliminovat nebo alespoň omezit.
Integrovaná prevence a omezování znečištění (Integrated Pollution Prevention and Control – IPPC) je způsobem regulace průmyslových a zemědělských činností ve vztahu k životnímu prostředí, založené na preventivním přístupu použitím tzv. nejlepších dostupných technik nebo technologií (BAT). Ty jsou stanoveny v referenčních dokumentech (BREF), které připravuje Evropská komise ve spolupráci s průmyslem, nevládními organizacemi a členskými státy EU. Základem IPPC je tzv. integrované povolování pro vybranou průmyslovou a zemědělskou činnost stanovenou zákonem 76/2002 Sb., které nahrazuje většinu složkových povolení (pro znečišťovaní ovzduší, vod nebo nakládání s odpady) a které vydává příslušný krajský úřad nebo ministerstvo životního prostředí.
Čistší produkce je preventivní strategie zaměřená na odstraňování příčin vzniku environmentálních problémů na úrovni podniků a organizací. Vláda České republiky usnesení z 9. února 2000 schválila Národní program čistší produkce, jehož cílem je prosazovat principy čistší produkce při přípravě oborových manuálů pro předcházení vzniku a minimalizaci odpadů pro textilní průmysl, papírenský průmysl, povrchové úpravy kovů a nakládání s autovraky. Jejich součástí jsou doporučení, jak nebezpečné chemikálie jejich bezpečnějšími variantami, jak snižovat spotřebu chemických látek a množství odpadních vod technikami efektivního opětovného využití, jak snižovat produkci odpadů atd.

#### Státní instituce
- Ministerstvo životního prostředí ČR
- Česká inspekce životního prostředí
- Agentura ochrany přírody a krajiny ČR
- CENIA, česká informační agentura životního prostředí[nedostupný zdroj]

#### Nevládní organizace
- Zelený kruh[nedostupný zdroj]
- Děti Země
- Český svaz ochránců přírody
- Greenpeace ČR